# つくば市
つくば市（つくばし）は、茨城県の県南地域に位置する市。業務核都市、国際会議観光都市に指定されている。また、学術・研究都市としての筑波研究学園都市はつくば市全域を区域とする。2011年（平成23年）12月22日には総合特別区域法に基づく国際戦略総合特別区域に指定された。

## 概要
農村が広がっていた地域であったが、1960年代から筑波研究学園都市として開発が進み、現在は日本国内最大の学術都市となっている。国や県の政策により、1987年に筑波郡谷田部町・大穂町・豊里町、新治郡桜村の3町1村が新設合併し、つくば市が誕生した。さらに 1988年に筑波郡筑波町、2002年に稲敷郡茎崎町を編入し、現在の市域になった。そのため、行政上の地区名として旧町村域に対応する谷田部、大穂、豊里、桜、筑波、茎崎が使用されている。
市域には多数の研究機関が立地している他、市の北端に日本百名山の筑波山を擁しており、観光地になっている。また、2005年に首都圏新都市鉄道つくばエクスプレス（TX）が開業し、市中心部のつくば駅から東京都千代田区の秋葉原駅まで最短45分で結ばれている。
隣接する土浦市とともにつくば都市圏を構成しており、都市圏の規模としては県庁所在地の水戸市を中心とした水戸都市圏を上回り、県内最大である。

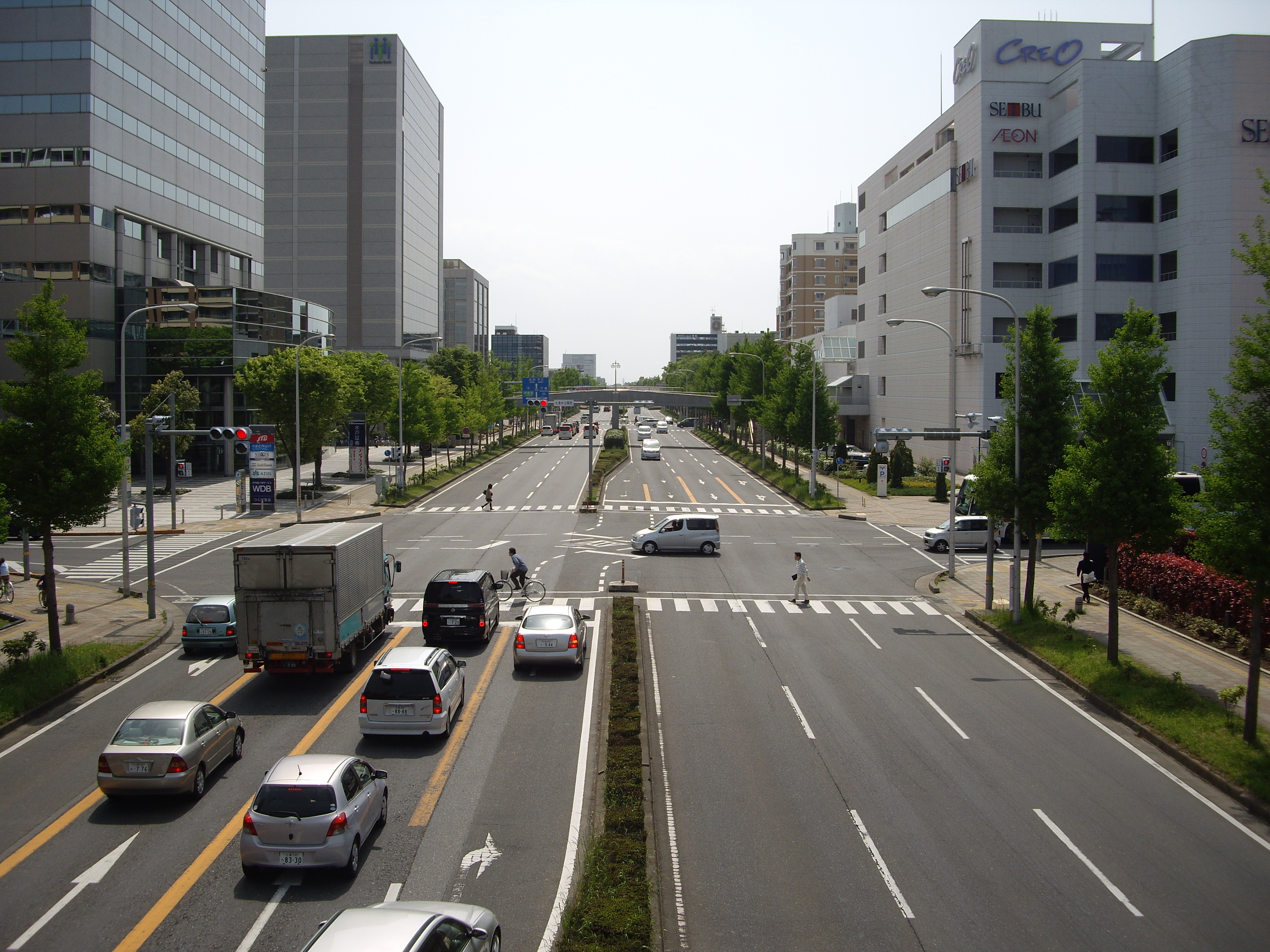
つくば市中心部
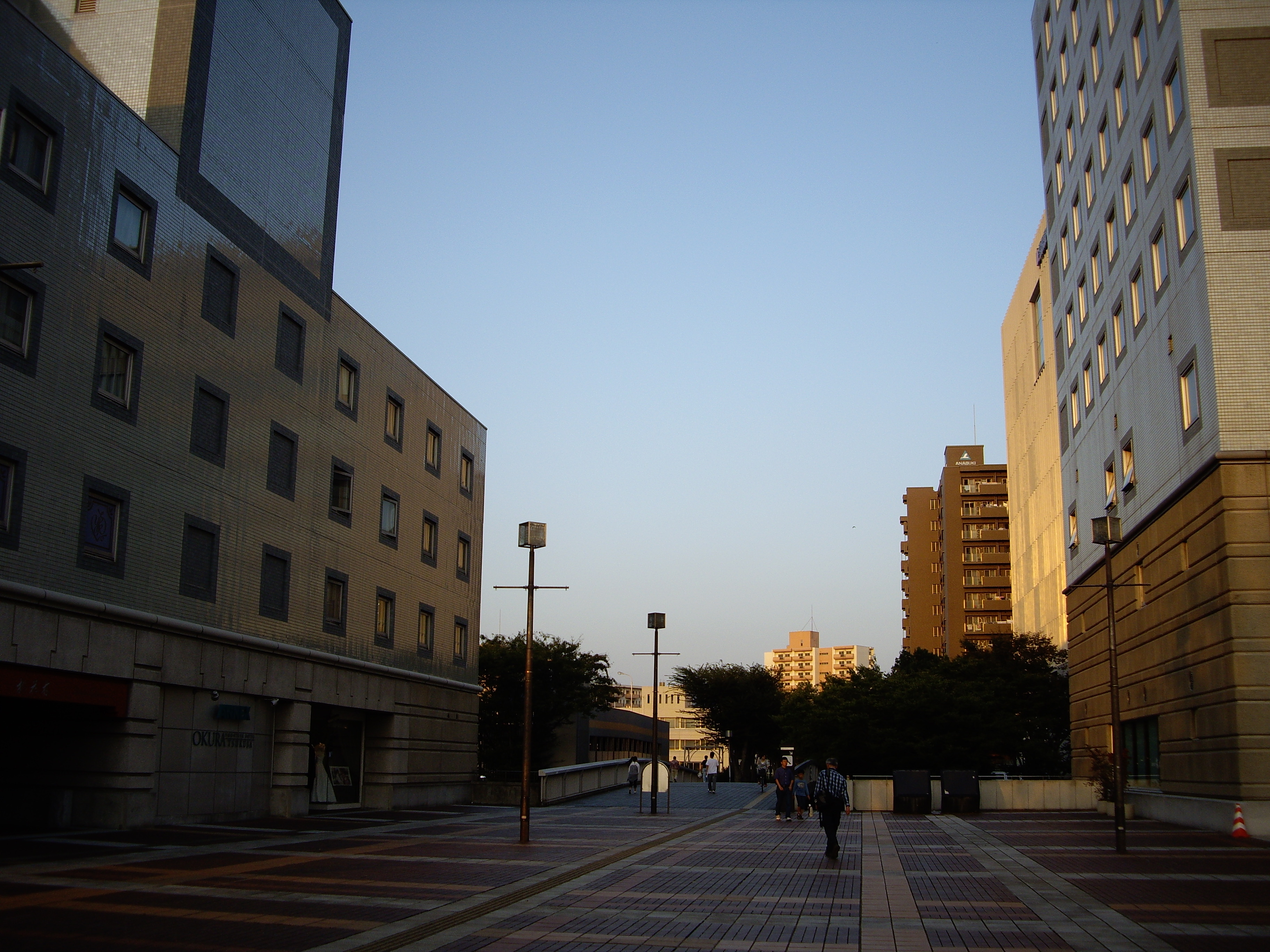
つくばセンター
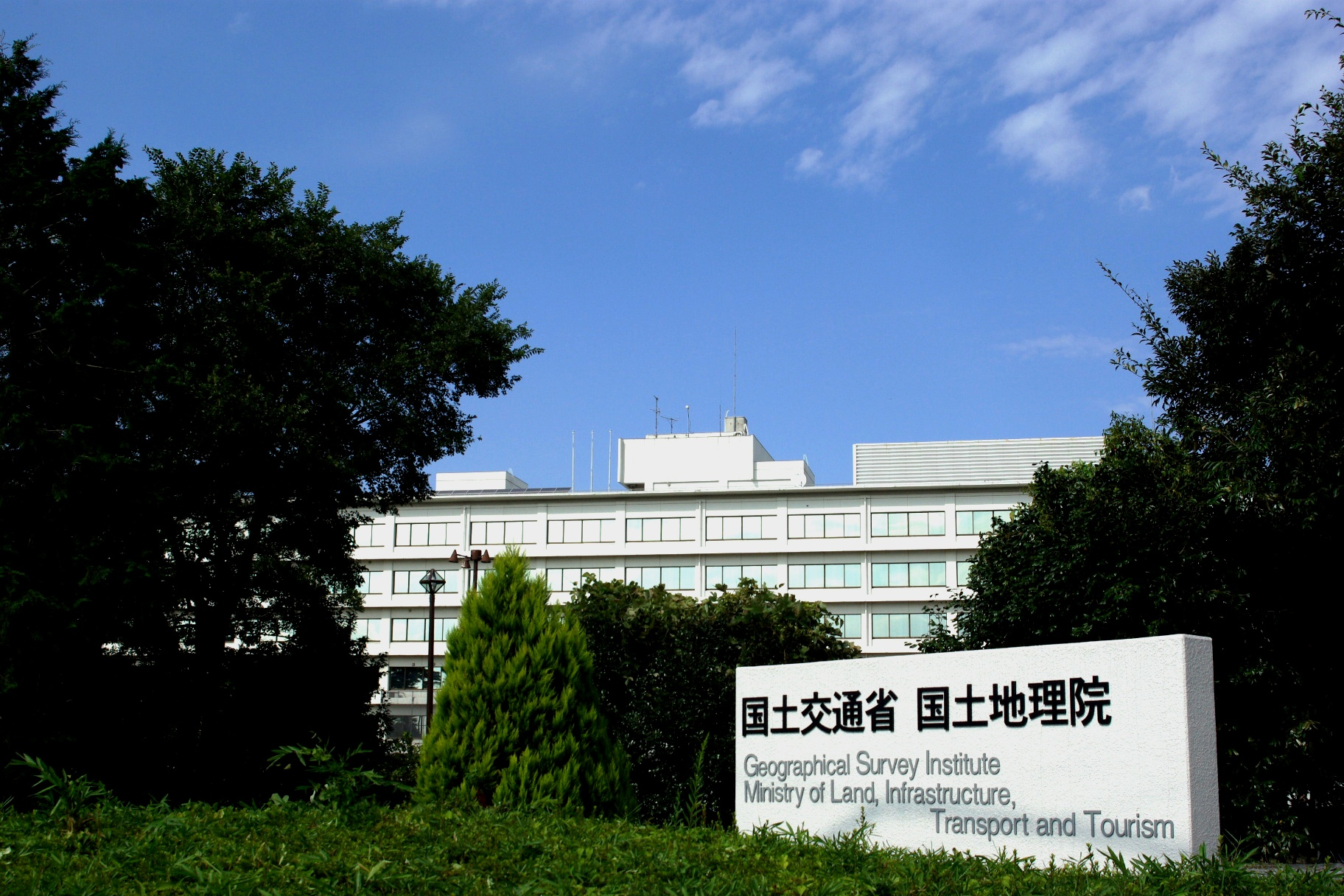
国土地理院

## 地理

### 位置
つくば市は、東京都心から約50km、成田国際空港から約40kmに位置する。

### 地形
市を代表する観光地である筑波山は、市北部に位置する。筑波山周辺を除き、関東平野の一部であり筑波台地や稲敷台地と呼ばれる標高20m〜標高30mの平坦な地形であり、関東ローム層に覆われている。また、つくば市の9月の標高は4月の標高より2cm低くなるが、市内にある国土地理院の研究によると、5月から8月に水田灌漑用として大量の地下水をくみ上げるためである（台地上のため地下水をくみ上げる必要がある）。
- 山：筑波山、宝篋山（小田山）、城山
- 河川：小貝川、桜川、東谷田川、西谷田川、小野川、花室川、稲荷川など
- 公園：市民一人当たりの公園面積は約10m2であり、全国平均の約6m2を上回っている。洞峰公園など。
- 面積：28,400ha（うち研究学園地区が2,700ha）
- 市内全域から標高877mの筑波山が見える。

### 気候
平野部である市内長峰（高層気象台）にある観測点（「つくば（館野）」）における1991年（平成3年）から2020年（令和2年）の平年値によると、年平均気温は14.3°C、年間降水量は1326.0mmである。太平洋側気候に属するが、内陸性で年間の寒暖の差、一日の内の気温差が大きい。
冬は、1月から2月には最低気温が-5°Cから-8°Cくらいまで下がることもあり、1952年（昭和27年）2月5日には、最低気温-17.0°Cを観測している。また、当市を含む地方の季節風は「筑波颪」（つくばおろし）との異名があるが当市の地勢とはあまり関係がない。降雪は比較的少なく、20cmを超える積雪の年は1971年（昭和46年）以降わずか4回であり、観測史上最深積雪は27cmで1936年（昭和11年）2月5日まで遡る。
一方、夏は蒸し暑く、猛暑日になることもある。1996年（平成8年）8月15日には最高気温37.8°Cを観測した。また、山間部でも標高がそれほど高くないため平野部とは数°C程度の差であり、市内最高峰の筑波山（女体山）でもわずか877mなので避暑地にはならない。
市街地ではヒートアイランド現象が発生しており、竹園・東新井の気温が最も高く、吾妻・二の宮がこれらに次ぐ。冬の早朝の測定結果によれば、竹園・東新井の気温は、郊外部に比べ4°Cも高くなっている。
| つくば市長峰（館野 高層気象台、標高25m）の気候               | つくば市長峰（館野 高層気象台、標高25m）の気候 | つくば市長峰（館野 高層気象台、標高25m）の気候 | つくば市長峰（館野 高層気象台、標高25m）の気候 | つくば市長峰（館野 高層気象台、標高25m）の気候 | つくば市長峰（館野 高層気象台、標高25m）の気候 | つくば市長峰（館野 高層気象台、標高25m）の気候 | つくば市長峰（館野 高層気象台、標高25m）の気候 | つくば市長峰（館野 高層気象台、標高25m）の気候 | つくば市長峰（館野 高層気象台、標高25m）の気候 | つくば市長峰（館野 高層気象台、標高25m）の気候 | つくば市長峰（館野 高層気象台、標高25m）の気候 | つくば市長峰（館野 高層気象台、標高25m）の気候 | つくば市長峰（館野 高層気象台、標高25m）の気候 |
| 月                                                           | 1月                                            | 2月                                            | 3月                                            | 4月                                            | 5月                                            | 6月                                            | 7月                                            | 8月                                            | 9月                                            | 10月                                           | 11月                                           | 12月                                           | 年                                             |
| ------------------------------------------------------------ | ---------------------------------------------- | ---------------------------------------------- | ---------------------------------------------- | ---------------------------------------------- | ---------------------------------------------- | ---------------------------------------------- | ---------------------------------------------- | ---------------------------------------------- | ---------------------------------------------- | ---------------------------------------------- | ---------------------------------------------- | ---------------------------------------------- | ---------------------------------------------- |
| 最高気温記録 °C （°F）                                       | 22.2 (72)                                      | 24.5 (76.1)                                    | 27.5 (81.5)                                    | 28.8 (83.8)                                    | 34.1 (93.4)                                    | 36.7 (98.1)                                    | 37.3 (99.1)                                    | 37.8 (100)                                     | 36.9 (98.4)                                    | 32.7 (90.9)                                    | 25.8 (78.4)                                    | 24.4 (75.9)                                    | 37.8 (100)                                     |
| 平均最高気温 °C （°F）                                       | 9.3 (48.7)                                     | 10.2 (50.4)                                    | 13.6 (56.5)                                    | 18.7 (65.7)                                    | 22.7 (72.9)                                    | 25.2 (77.4)                                    | 29.1 (84.4)                                    | 30.6 (87.1)                                    | 26.8 (80.2)                                    | 21.3 (70.3)                                    | 16.3 (61.3)                                    | 11.5 (52.7)                                    | 19.6 (67.3)                                    |
| 日平均気温 °C （°F）                                         | 3.1 (37.6)                                     | 4.2 (39.6)                                     | 7.7 (45.9)                                     | 12.8 (55)                                      | 17.4 (63.3)                                    | 20.8 (69.4)                                    | 24.6 (76.3)                                    | 25.9 (78.6)                                    | 22.3 (72.1)                                    | 16.6 (61.9)                                    | 10.5 (50.9)                                    | 5.3 (41.5)                                     | 14.3 (57.7)                                    |
| 平均最低気温 °C （°F）                                       | −2.8 (27)                                      | −1.8 (28.8)                                    | 1.7 (35.1)                                     | 6.9 (44.4)                                     | 12.3 (54.1)                                    | 16.9 (62.4)                                    | 21.0 (69.8)                                    | 22.1 (71.8)                                    | 18.5 (65.3)                                    | 12.1 (53.8)                                    | 5.2 (41.4)                                     | −0.5 (31.1)                                    | 9.3 (48.7)                                     |
| 最低気温記録 °C （°F）                                       | −14.8 (5.4)                                    | −17.0 (1.4)                                    | −11.6 (11.1)                                   | −6.4 (20.5)                                    | −2.6 (27.3)                                    | 5.7 (42.3)                                     | 9.8 (49.6)                                     | 12.0 (53.6)                                    | 5.0 (41)                                       | −1.4 (29.5)                                    | −7.8 (18)                                      | −11.9 (10.6)                                   | −17.0 (1.4)                                    |
| 降水量 mm （inch）                                           | 50.6 (1.992)                                   | 47.1 (1.854)                                   | 95.5 (3.76)                                    | 109.8 (4.323)                                  | 129.8 (5.11)                                   | 131.8 (5.189)                                  | 134.6 (5.299)                                  | 118.2 (4.654)                                  | 187.6 (7.386)                                  | 193.5 (7.618)                                  | 79.1 (3.114)                                   | 48.5 (1.909)                                   | 1,326 (52.205)                                 |
| 降雪量 cm （inch）                                           | 6 (2.4)                                        | 5 (2)                                          | 1 (0.4)                                        | 0 (0)                                          | 0 (0)                                          | 0 (0)                                          | 0 (0)                                          | 0 (0)                                          | 0 (0)                                          | 0 (0)                                          | 0 (0)                                          | 1 (0.4)                                        | 13 (5.1)                                       |
| 平均降水日数 （≥0.5 mm）                                     | 5.1                                            | 6.0                                            | 10.5                                           | 11.3                                           | 11.5                                           | 12.7                                           | 12.1                                           | 8.5                                            | 11.7                                           | 11.8                                           | 8.2                                            | 5.9                                            | 115.2                                          |
| 平均降雪日数 （≥1 cm）                                       | 1.3                                            | 1.3                                            | 0.3                                            | 0.0                                            | 0.0                                            | 0.0                                            | 0.0                                            | 0.0                                            | 0.0                                            | 0.0                                            | 0.0                                            | 0.2                                            | 3.2                                            |
| % 湿度                                                       | 64                                             | 63                                             | 66                                             | 70                                             | 75                                             | 81                                             | 82                                             | 81                                             | 82                                             | 81                                             | 78                                             | 70                                             | 74                                             |
| 平均月間日照時間                                             | 206.8                                          | 181.8                                          | 182.6                                          | 181.4                                          | 182.8                                          | 129.3                                          | 152.8                                          | 182.8                                          | 136.4                                          | 138.4                                          | 153.6                                          | 185.7                                          | 2,014.5                                        |
| 出典：気象庁（平均値：1991年 - 2020年、極値：1921年 - 現在） |                                                |                                                |                                                |                                                |                                                |                                                |                                                |                                                |                                                |                                                |                                                |                                                |                                                |

### 市名の由来
市のシンボル的存在である筑波山にちなんだ名称である。（「筑波」・「つくば」の語源については、「筑波山#山名の由来」を参照）
市名の命名者は当時の県知事である竹内藤男で、県内初のひらがな市名であった。竹内は漢字表記の「筑波市」にすると筑前国・筑後国のように「筑」を「ちく」と誤読される恐れがあることや、ひらがなの方がシンプルで現代的であるとして「つくば市」を推し、合併する予定の4町村（筑波郡谷田部町・大穂町・豊里町・新治郡桜村）にもその意向が伝えられていた。1987年（昭和62年）10月26日に土浦市で開かれた第1回合併協議会の2番目の議題として市名が討議され、「つくば学園市」や「新つくば市」などの候補も出されたが、結局「つくば市」で決着した。

## 地域

### 人口
市内には国や大手企業の研究拠点が多数存在し、約300に及ぶ研究機関・企業と20,185人の研究者を擁し、このうち日本人の博士号取得者は7,215人に達する。外国からの研究者や留学生が多く、外国人登録者数は133カ国7,565人に及び、総人口の約3.5%を占める。研究者や大学生が数多く住んでいるため、転勤や入学・卒業に伴って毎年3月末の人口が大きく減少し、4月に元に戻る現象が発生する。2015年（平成27年）現在の人口は約23万人である。この結果、日立市を抜いて、県内2位の人口となっている。平均寿命は男性79.2歳、女性86.2歳である。
2023年（令和5年）には人口増加率が2.30％となり、市区部における人口増加率が全国1位になった。転入超過数では、全国14位であり、特別区及び政令指定都市を除くと、全国5位になる。可住地面積が243.47 km2、普通出生率が9.7‰と、共に県内1位であるが、一方で未婚率も29.04%と県内1位である。
| |                                          |  |
| つくば市と全国の年齢別人口分布（2005年） | つくば市の年齢・男女別人口分布（2005年） |  |
| ■紫色 ― つくば市 ■緑色 ― 日本全国 | ■青色 ― 男性 ■赤色 ― 女性                |  |
| つくば市（に相当する地域）の人口の推移 \| 1970年（昭和45年） \| 78,110人 \| \| \| 1975年（昭和50年） \| 89,506人 \| \| \| 1980年（昭和55年） \| 127,402人 \| \| \| 1985年（昭和60年） \| 150,074人 \| \| \| 1990年（平成2年） \| 168,466人 \| \| \| 1995年（平成7年） \| 182,327人 \| \| \| 2000年（平成12年） \| 191,814人 \| \| \| 2005年（平成17年） \| 200,528人 \| \| \| 2010年（平成22年） \| 214,590人 \| \| \| 2015年（平成27年） \| 226,963人 \| \| \| 2020年（令和2年） \| 241,656人 \| \| |                                          |  |
| 総務省統計局 国勢調査より |                                          |  |
| 1970年（昭和45年） | 78,110人                                 |  |
| 1975年（昭和50年） | 89,506人                                 |  |
| 1980年（昭和55年） | 127,402人                                |  |
| 1985年（昭和60年） | 150,074人                                |  |
| 1990年（平成2年） | 168,466人                                |  |
| 1995年（平成7年） | 182,327人                                |  |
| 2000年（平成12年） | 191,814人                                |  |
| 2005年（平成17年） | 200,528人                                |  |
| 2010年（平成22年） | 214,590人                                |  |
| 2015年（平成27年） | 226,963人                                |  |
| 2020年（令和2年） | 241,656人                                |  |

### 中心市街地
市の中央部に位置する「センター地区」と呼ばれる地区（現在のつくば駅周辺）は、筑波研究学園都市建設の一環で1980年代につくばセンタービルを核として計画造成された市街地で同都市の中心をなし、事実上の本市の中心地でもある。
碁盤の目のような格子状の道路網の中にトナリエつくばスクエアを始めとするショッピングセンター、つくば国際会議場などの公共施設やライトオン、筑波銀行など民間企業の業務拠点が集積している。また、地中には総延長約7.4kmの共同溝が埋め込まれ、上水道管、地域冷暖房配管、廃棄物運搬用真空集塵管、電力線、電話線、ケーブルテレビ（ACCS）線などが収容され、これらの工事の際に道路を掘り返す必要がないように配慮されている。
合併により誕生した市であり、合併前の旧町村の中心をなしていた谷田部、北条などの各既成市街地はいずれも本市の中心にはならなかった。一方、市役所庁舎は長らく旧町村ごとの分散庁舎体制を取りつつもその代表的な庁舎は谷田部に置かれていたが、2010年に研究学園地区（研究学園駅周辺）の現庁舎に集約移転した。

### 周辺市街地
上記中心市街地以外の周辺をつくば市では「周辺市街地」と称している。

## 歴史

### 明治維新前
- 平安時代中期には常陸平氏の宗家・多気氏が北条に多気城を構えたとされる。
- 南北朝時代には、小田氏が小田城（市北部）を築いて本拠地とした。この小田氏の縁で、北畠親房が小田城に入り、神皇正統記を著した。
- 大坂の陣で戦功のあった細川興元が旧谷田部町に1万6000石を賜り江戸時代の幕末までこれを治める。通称谷田部藩、肥後細川家の分家。
- 水戸藩士藤田小四郎らが元治元年3月27日（1864年5月2日）に筑波山で挙兵（天狗党の乱）。

### 明治維新後
- 明治2年2月9日（1869年3月21日） - 若森県庁が若森村に設置される[22]。明治4年11月13日（1871年12月24日）に若森県が新治県・茨城県に吸収されたことにより廃止される[22]。
- 1918年（大正7年）9月7日 - 筑波鉄道筑波線が土浦〜筑波〜真壁〜岩瀬間全線開通。
- 1925年（大正14年）10月12日 - 筑波山鋼索鉄道（現・筑波観光鉄道）筑波山ケーブルカー開通。
- 1940年（昭和15年） - 西筑波飛行場建設。陸軍航空士官学校西筑波分教場として機能。
- 1963年（昭和38年）9月10日 - 研究学園都市を筑波に建設することを閣議了解。
- 1973年（昭和48年）10月1日 - 東京教育大学を母体として、旧桜村に筑波大学が開学。
- 1985年（昭和60年）3月16日 - 国際科学技術博覧会を開催。
- 1987年（昭和62年）3月31日 - 筑波鉄道筑波線が廃線。

### つくば市発足後
1987年（昭和62年）11月30日に筑波郡谷田部町、大穂町、豊里町、新治郡桜村の3町1村が新設合併し、人口約11万人のつくば市が誕生。むつ市、いわき市、えびの市に次ぐ日本で4番目のひらがな表記の市となった。合併当時の桜村は人口4万人超で、単独市制は不可能であったものの、日本で一番人口の多い村であり、4町村中人口が最も多かった。市外局番も「0298」に統一した。
- 1987年（昭和62年）12月25日 - 市報「つくば」が創刊[23]。
- 1988年（昭和63年）
  - 1月31日 - 筑波郡筑波町を編入。
  - 8月27日 - 9月9日 - 筑波研究学園都市建設25周年記念つくばフェスティバルが開催[23][24]。
  - 竹下登内閣の「ふるさと創生事業」により、「ふるさとTSUKUBA（イメージソング）」と「つくば音頭」を制作。
- 1989年（平成元年）
  - 4月11日 - 市章を制定する[25]。
  - 11月2日 - 市外局番を「0298」に統一[23]。
- 1990年（平成2年）
  - 6月9日 - つくば文化会館アルス内に、つくば市立中央図書館が開館[26]。
  - 9月27日 - 非核平和都市宣言[27]。
- 1991年（平成3年）
  - 1月4日 - 交通安全都市宣言[28]。
  - 3月15日 - 首都圏新都市鉄道株式会社が設立[29]。
- 1992年（平成4年）
  - 1月10日 - 首都圏新都市鉄道が第一種鉄道事業免許を取得[29]。
  - 10月12日 - 福祉都市宣言[30]。
  - 11月1日 - 常住人口が15万人を突破[23]。
- 1994年（平成6年）10月28日 - 常磐新線起工式が開催される[31]。
- 1995年（平成7年）10月23日 - 10月27日 - 第6回世界湖沼会議霞ヶ浦 '95が筑波大学大学会館、土浦市民会館で開催[32]。
- 1996年（平成8年）
  - 1月7日 - つくば市などに隕石雨が降る。のちにつくば隕石と命名[33]。
  - 7月10日 - 市民交流センター「つくばカピオ」が竣工[23]。
- 1997年（平成9年）
  - 3月1日 - 筑南クリーンセンター本稼働開始[23]。
  - 11月30日 - つくば市の花・鳥・木を制定[34]。
- 1998年（平成10年）11月30日 - つくば市市民憲章を制定[35]。
- 1999年（平成11年）
  - 6月1日 - つくば国際会議場がオープン[36]。
  - 11月30日 - 第1回つくば市及び茎崎町合併協議会が開催される[37]。
- 2001年（平成13年）
  - 2月 - 常磐新線の名称が「つくばエクスプレス」に決定[38]。
  - 10月6日 - つくば市・茎崎町合併市民会議が開催される[39]。
  - 11月12日 - つくば市・茎崎町合併協定調印式が開催される[40]。
- 2002年（平成14年）11月1日 - 稲敷郡茎崎町を編入。
- 2003年（平成15年）
  - 1月11日 - 市外局番を逼迫対策により「0298」から「029」へ変更[41][42]。
  - 3月29日 - 首都圏中央連絡自動車道つくばJCT-つくば牛久IC間が開通。
  - 11月16日 - 男女共同参画都市宣言[43]。
- 2005年（平成17年）
  - 8月24日 - 首都圏新都市鉄道つくばエクスプレスが開業[5]。
  - 10月1日 - 国勢調査で人口が20万人を突破。
- 2006年（平成18年）4月1日 - つくば市コミュニティバス「つくバス」が運行を開始[44][45]。
- 2007年（平成19年）
  - 1月8日 - 第4回全日本大学女子選抜駅伝競走が開催[46]
  - 2月13日 - ご当地ナンバーとしてつくばナンバーが導入される[47][48]。
  - 4月1日 - 特例市に移行。
  - 5月10日 - 筑波山が日本の地質百選に選定される[44]。
  - 11月30日 - つくば市のシンボルマークとキャッチフレーズが制定[49]。
  - 12月24日 - 第5回全日本大学女子選抜駅伝競走が開催[50]。
- 2008年（平成20年）
  - 11月1日 - 11月9日 - 第23回国民文化祭・いばらき2008が開催。つくば市では閉会式や吹奏楽の祭典などが開催される[51]。
  - 11月12日 - 天皇・皇后、スペイン国王・王妃がつくば市を訪問[52][53][54]。
  - 12月23日 - 第6回全日本大学女子選抜駅伝競走が開催[55]。
- 2009年（平成21年）
  - 8月7日 - 天皇皇后がつくば市を訪問[56]。
  - 12月23日 - 第7回全日本大学女子選抜駅伝競走が開催[57]。
- 2010年（平成22年）
  - 4月24日 - 首都圏中央連絡自動車道つくばJCT-つくば中央IC間が開通。
  - 5月6日 - つくば市役所新庁舎が開庁。
  - 8月1日 - 8月2日 - 天皇・皇后がつくば市を訪問[58]。
- 2011年（平成23年）
  - 3月11日 - 東日本大震災（東北地方太平洋沖地震）が発生。つくば市では最大震度6弱を観測[59]。つくば市内では死者1名、負傷者13名が発生し、各地で停電や断水、液状化現象などの被害を受ける[60]。
  - 4月 - 市への転入者に対し放射線測定を強制していたことが発覚[61]。
  - 6月 - つくばモビリティロボット実験特区での公道実験がスタート[62]。
  - 12月22日 - つくば国際戦略総合特区に指定[63]。
- 2012年（平成24年）
  - 4月 - 市内の全小中学校で小中一貫教育を開始[64]。
  - 5月6日 - 北条地区が竜巻で甚大な被害を受ける[65]。
- 2013年（平成25年）
  - 3月15日 - 環境モデル都市に選定[66]。
  - 11月12日 - 筑波研究学園都市50周年記念式典が開催される[67]。
- 2014年（平成26年）2月10日 - つくば市長と土浦市長が合同記者会見を開き、両市の合併を視野に入れた定期的な勉強会を開くことが決められた旨、伝えられた[68]。
- 2015年（平成27年）
  - 3月26日 - つくば市消防本部新庁舎開庁式が開催[69]。
  - 8月2日 - （仮称）つくば市総合運動公園基本計画、及びこれに係る市費の支出の賛否を問う住民投票を実施。賛成15,101票、反対63,482票で反対が賛成を大幅に上回った[70][71]。
  - 9月5日 - つくば駅前に「BiViつくば」がオープン[72]。
- 2016年（平成28年）
  - 5月15日 - 5月17日 - G7茨城・つくば科学技術大臣会合が開催[73][74]。
  - 9月9日 - 筑波山地域ジオパークが誕生[75]。

- 2017年（平成29年）
  - 2月26日 - 首都圏中央連絡自動車道 境古河IC - つくば中央IC間が開通[76]。
  - 3月27日 - 土浦市との合併勉強会を解消[77]。
- 2018年（平成30年）
  - 6月15日 - SDGs未来都市に選定される[78]。
  - 8月8日 - 近未来技術等社会実装事業に選定される[79]。
  - 10月1日 - つくば地域図柄入りナンバープレートの交付が開始[80]。
  - 10月15日 - 10月19日 - 第17回世界湖沼会議（いばらき霞ケ浦2018）が開催される[81]。
- 2019年（令和元年）
  - 6月8日 - 6月9日 - G20茨城つくば貿易・デジタル経済大臣会合が開催される[82]。
  - 9月28日 - 10月8日 - 天皇陛下御即位記念第74回国民体育大会・いきいき茨城ゆめ国体2019が開催。つくば市では自転車（ロード）、アーチェリー、パワーリフティングなどが実施される[83]。
  - 11月7日 - つくば霞ケ浦りんりんロードが第1次ナショナルサイクルルートに指定される[84]。
- 2020年（令和2年）
  - 3月19日 - 持続可能都市宣言[85]。
  - 7月30日 - 令和2年度国土交通省スマートシティモデル事業に採択される[86]。
- 2021年（令和3年）
  - 2月5日 - 筑波山地域ジオパークが日本ジオパークに再認定される[87]。
  - 7月5日 - 東京2020オリンピック聖火リレーがつくば市を通過[88]。
- 2022年（令和4年）
  - 2月14日 - つくば市ゼロカーボンシティ宣言[89]。
  - 4月1日 - 筑波山観光案内所がリニューアルオープン[90]。
  - 4月11日 - スマートシティアプリ「つくスマ」が配信開始[91]。
  - 4月12日 - スーパーシティ型国家戦略特別区域として区域指定される[92]。
  - 5月7日 - つくばセンタービル内に交流拠点「co-en」が開設される[93]。
  - 10月1日 - つくば地区支線型バス「つくばね号」が運行を開始[94]。
  - 10月4日 - つくば市電子図書館サービスが開始[95]。
  - 11月8日 - インターネットを利用した大規模模擬住民投票を実施[96][97]。
  - 12月19日 - つくば市立学園の森義務教育学校で世界で最も人数が多い「だるまさんが転んだ」のギネス世界記録認定[98]。
- 2023年（令和5年）
  - 1月30日 - おくやみ窓口を開設[99]。
  - 11月3日 - 筑波山ゲートパークがオープン[100]。
  - 11月7日 - 環境省「脱炭素先行地域」に指定[101][102]。
  - 12月1日 - BiViつくば内に「つくば駅前市民窓口センター」が開設される[103]。
- 2024年（令和6年）
  - 2月1日 - 洞峰公園が茨城県からつくば市に移管される[104]。
  - 2月12日 - 市民活動拠点「コリドイオ」がオープン[105]。
  - 7月6日 - 筑波山塊の花崗岩が、「世界のヘリテージストーン（天然石材遺産）」に認定[106]。
- 2025年（令和7年）
  - 1月27日 - 筑波山地域ジオパークが、日本ジオパークに再認定[107]。
  - 3月23日 - 首都圏中央連絡自動車道つくば西スマートインターチェンジが開通[108]。

## 行政
- 市長：五十嵐立青（2016年11月17日就任）

### 歴代市長
| 代 | 氏名       | 就任年 | 退任年   | 備考                    |
| -- | ---------- | ------ | -------- | ----------------------- |
| 初 | 倉田弘     | 1988年 | 1991年   | 1期                     |
| 2  | 木村操     | 1991年 | 1996年   | 2期連続                 |
| 3  | 藤澤順一   | 1996年 | 2004年   | 2期連続                 |
| 4  | 市原健一   | 2004年 | 2016年   | 3期連続                 |
| 5  | 五十嵐立青 | 2016年 | （現職） | 3期連続（2024年に再選） |

### 市役所
つくば市には、つくば市役所及び7つの窓口センターがある。詳しくはつくば市役所を参照。
- つくば市役所 - 研究学園一丁目1番地1
  - 筑波窓口センター - 北条5029番地2
  - 大穂窓口センター - 筑穂一丁目10番地4
  - 豊里窓口センター - 高野1197番地20
  - 桜窓口センター - 金田1658番地1
  - 谷田部窓口センター - 谷田部4774番地18
  - 茎崎窓口センター - 小茎320番地
  - つくば駅前市民窓口センター - 吾妻一丁目8番地10

### つくば市東京事務所
つくば市は、「産業支援事業」「誘客・定住促進のための情報発信PR事業」を柱とする事業を行うため、つくばエクスプレス沿線である秋葉原に、「つくば市東京事務所」を設置していた。
- 東京都千代田区外神田一丁目18番13号 秋葉原ダイビル8階（2017年（平成29年）11月30日閉所）

### 財政
2022年（令和4年）度の決算で、財政基盤の強弱を示す財政力指数は1.06、財政構造の弾力性を示す経常収支比率は88.9%、将来財政を圧迫する可能性の度合いを示す指標である将来負担比率は7.4%（県内29位）、財政の柔軟性を示す実質公債費比率は5.5%（県内31位）である。

### 国の行政機関
2022年（令和4年）11月現在

#### 法務省
- 東京法務局水戸地方法務局 つくば出張所

#### 財務省
- 関東財務局水戸財務事務所 筑波出張所
- 横浜税関鹿島税関支署 つくば出張所

#### 厚生労働省
- 茨城労働局土浦公共職業安定所 つくば市ふるさとハローワーク

#### 農林水産省
- 植物検疫所横浜植物防疫所 業務部生物検定担当（つくばほ場）
- 農林水産研修所 つくば館
- 農林水産技術会議事務局 筑波産学連携支援センター

#### 国土交通省
- 国土技術政策総合研究所
  - 旭庁舎
  - 立原庁舎
- 国土地理院

#### 気象庁
- 気象研究所
- 高層気象台

### 広域事務
- 茨城県市町村総合事務組合
- 茨城租税債権管理機構
- 利根川水系県南水防事務組合

### 特例市
2005年（平成17年）の国勢調査において人口が20万人を突破したことから、特例市移行を検討。2006年（平成18年）6月の定例市議会において指定申出議案を可決、同年12月に閣議決定し、2007年（平成19年）4月1日に特例市に移行した。関東地方では13番目、県内では2番目の特例市であった。2015年（平成27年）4月に特例市制度が廃止されたため、現在は「施行時特例市」となっている。

### 姉妹都市
- アーバイン市 - アメリカカリフォルニア州オレンジ郡にある。カリフォルニア大学アーバイン校を抱える学術都市である。1989年（平成元年）8月3日姉妹都市提携[115]。
- ケンブリッジ市 - アメリカマサチューセッツ州にある。ハーバード大学やマサチューセッツ工科大学を抱える学術都市である。1984年（昭和59年）5月8日に旧谷田部町と提携したものを継承した[116]。2019年（令和元年）11月18日姉妹都市協定再締結[117]。
- ミルピタス市 - アメリカカリフォルニア州サンタクララ郡にある。シリコンバレーの一角を占め、ハイテク産業が集積した都市である。1996年（平成8年）7月2日に旧茎崎町と提携したものを継承した[118]。
- グルノーブル市 - フランスイゼール県の県庁所在地。グルノーブル大学を抱える学術都市である。2013年（平成25年）11月12日に開催された筑波研究学園都市50周年記念式典において締結された[67]。

### 連携合意書締結都市
- ボーフム市 - ドイツノルトライン=ヴェストファーレン州にある工業と大学都市。
  - 2019年（令和元年）11月25日連携合意書締結[117]。
- グルノーブル市・グルノーブル都市共同体
  - 2020年（令和2年）7月31日連携合意書締結[117]。

### 交流協力意向書締結都市
- 大田広域市
  - 1999年（平成11年）10月15日交流協力意向書締結[119]。

### 友好都市
- 深圳市 - 中華人民共和国広東省にある。
  - 2004年（平成16年）6月9日友好都市提携協定締結[120]。
- 荒川区 - 東京都
  - 2008年（平成20年）5月28日友好都市提携協定締結[44]。
- 郡山市 - 福島県
  - 2014年（平成26年）10月31日友好都市提携協定締結[63]。

### 構造改革特区
2011年（平成23年）3月25日につくばモビリティロボット実験特区の認定を受け、日本で初めて搭乗型モビリティロボットの公道実験が可能になった。

## 議会

### 県議会
- 選挙区：つくば市選挙区
- 定数：5人
- 任期：2023年1月8日 - 2027年1月7日
- 投票日：2022年12月11日
- 当日有権者数：192,794人
- 投票率：37.72%

| 候補者名       | 当落 | 年齢 | 所属党派                 | 新旧別 | 得票数   |
| -------------- | ---- | ---- | ------------------------ | ------ | -------- |
| 星田弘司       | 当   | 48   | 自由民主党               | 現     | 13,460票 |
| 山本美和       | 当   | 53   | 公明党                   | 新     | 11,355票 |
| 鈴木将         | 当   | 50   | 自由民主党               | 現     | 10,400票 |
| ヘイズ・ジョン | 当   | 59   | 無所属                   | 新     | 9,515票  |
| 宇野信子       | 当   | 57   | つくば・市民ネットワーク | 新     | 8,797票  |
| 山中泰子       | 落   | 71   | 日本共産党               | 現     | 7,727票  |
| 塚本一也       | 落   | 57   | 自由民主党               | 現     | 7,663票  |
| 佐々木里加     | 落   | 55   | 無所属                   | 新     | 3,004票  |

### 衆議院
（出典：）
- 選挙区：茨城6区（土浦市、石岡市、つくば市、かすみがうら市、つくばみらい市[123]）
- 任期：2024年10月27日 - 2028年10月26日[124]
- 当日有権者数：199,374人
- 投票率：60.66%

| 当落 | 候補者名   | 年齢 | 所属党派   | 新旧別 | 得票数   | 重複 | 備考         |
| ---- | ---------- | ---- | ---------- | ------ | -------- | ---- | ------------ |
| 当   | 青山大人   | 45   | 立憲民主党 | 前     | 54,781票 | ○    |              |
| 比当 | 国光文乃   | 45   | 自由民主党 | 前     | 51,296票 | ○    | 推薦：公明党 |
|      | 間宮美知子 | 77   | 日本共産党 | 新     | 8,228票  |      |              |

※当日有権者数、投票率、得票数はつくば市の結果を抽出した。

## 経済

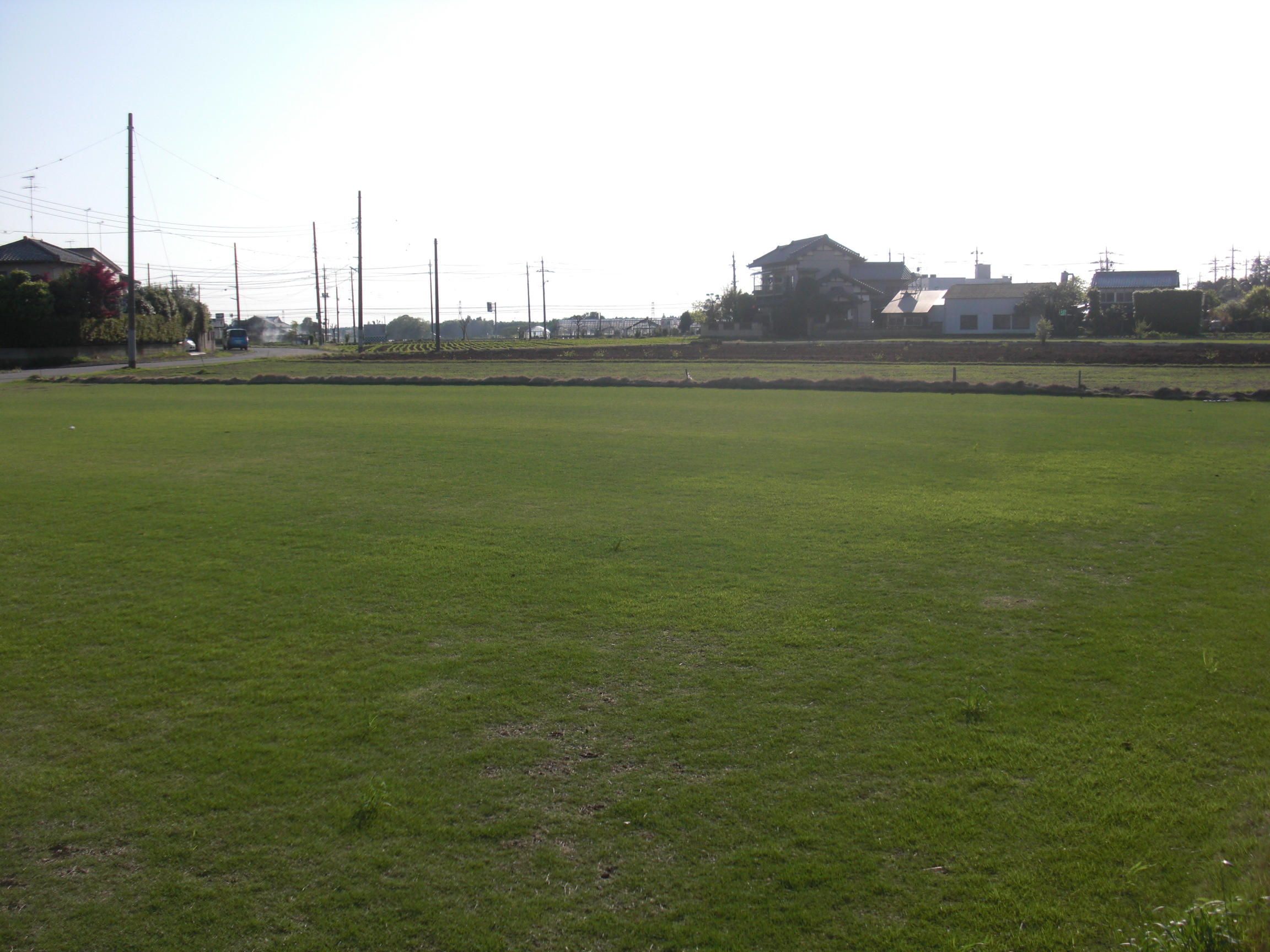
豊里地域の芝畑

つくば市の就業者のうち、第一次産業従事者は2,807人（2.5％）、第二次産業従事者は21,400人（19.3％）、第三次産業従事者は86,814人（78.2％）である（2020年10月1日現在）。
また、市内総生産（名目）は1兆5,075億円で県内1位、製造品出荷額は3,760億円（県内9位）、商品販売額は5,906億円（県内2位）、小売事業所売場面積は361,346 m2（県内2位）となっている。
研究学園地区以外では農業も行われており、特に筑波山麓で収穫される「北条米」は昭和初期に皇室への献上米になるなど高級米として知られる。また、畑面積の約3分の1を占める芝は日本一の作付面積（2,245ha）を誇る。近年では、摘み取り園式のブルーベリー栽培が行われるなど、新しい形の農業にも取り組んでいる。つくば市及び東京都小平市・山梨県北杜市が「日本三大ブルーベリー」の地とされる。また搾菜の栽培が行われ、有名中華料理店などに出荷されたり、たまり漬として加工されている。つくば市では、JAつくば市とJAつくば市谷田部の2つの農業協同組合が事業を展開する。
つくばエクスプレスの開通に伴い、都内や近県からの筑波山への観光客が増加している。また、市内にはパン屋が多く、2004年（平成16年）より「パンの街つくば」として振興を図っている。

### 本社をおく主要企業
- SJソーラーつくば
- カスミ
- サイバーダイン
- 常陽新聞
- ソフトイーサ
- ダーウィン
- とんQ
- 麺ズ・クラブ
- 友朋堂書店
- ライトオン
- ワンダーコーポレーション
- 日本アイ・エス・ケイ
- ステュードベーカーインターナショナル

### 第三セクター等
- 株式会社つくば研究支援センター - 産・学・官の研究交流と連携の拠点として運営。筑波研究学園都市で生まれる研究シーズの事業化を積極的に支援している。
- （公財）つくば文化振興財団
- つくば市土地開発公社
- （財）つくば都市交通センター
- つくば国際貨物ターミナル - 内陸通関拠点。通関などは横浜税関鹿島税関支署つくば出張所が担当。日本にある内陸通関拠点のうち輸入貿易額が最も多い。

### 商業施設
- トナリエつくばスクエア - 吾妻一丁目5番地3
  - CREO
  - Q't（Loftほか）
  - MOG
- iiasつくば -研究学園五丁目19番
- イオンモールつくば - 稲岡66番地1
- コストコつくば倉庫店 - 学園の森二丁目19番地
- 山新グランステージつくば - つくば市面野井44番地
- 谷田部ショッピングセンター - 上横場2380番地22
- デイズタウンつくば - 竹園一丁目9番地2
- ピアシティ万博記念公園 - つくば市島名福田坪土地区画整理地B48街区1画地（香取台）
- KASUMI
  - 学園店 - 竹園二丁目12番地1
  - つくばスタイル店 - 研究学園五丁目19番（iiasつくば内）
  - テクノパーク桜店 - 桜一丁目22番地
  - 筑波店 - 北条5144番地
  - 梅園店 - 下原380番地5
  - 大穂店 - 筑穂一丁目15番地6
  - みどりの駅前店 - 花島新田13番地
  - 万博記念公園駅前店 - 島名福田坪土地区画整理地B48街区1画地（ピアシティ万博記念公園内）
  - 学園の森店 - 学園の森二丁目34番地4

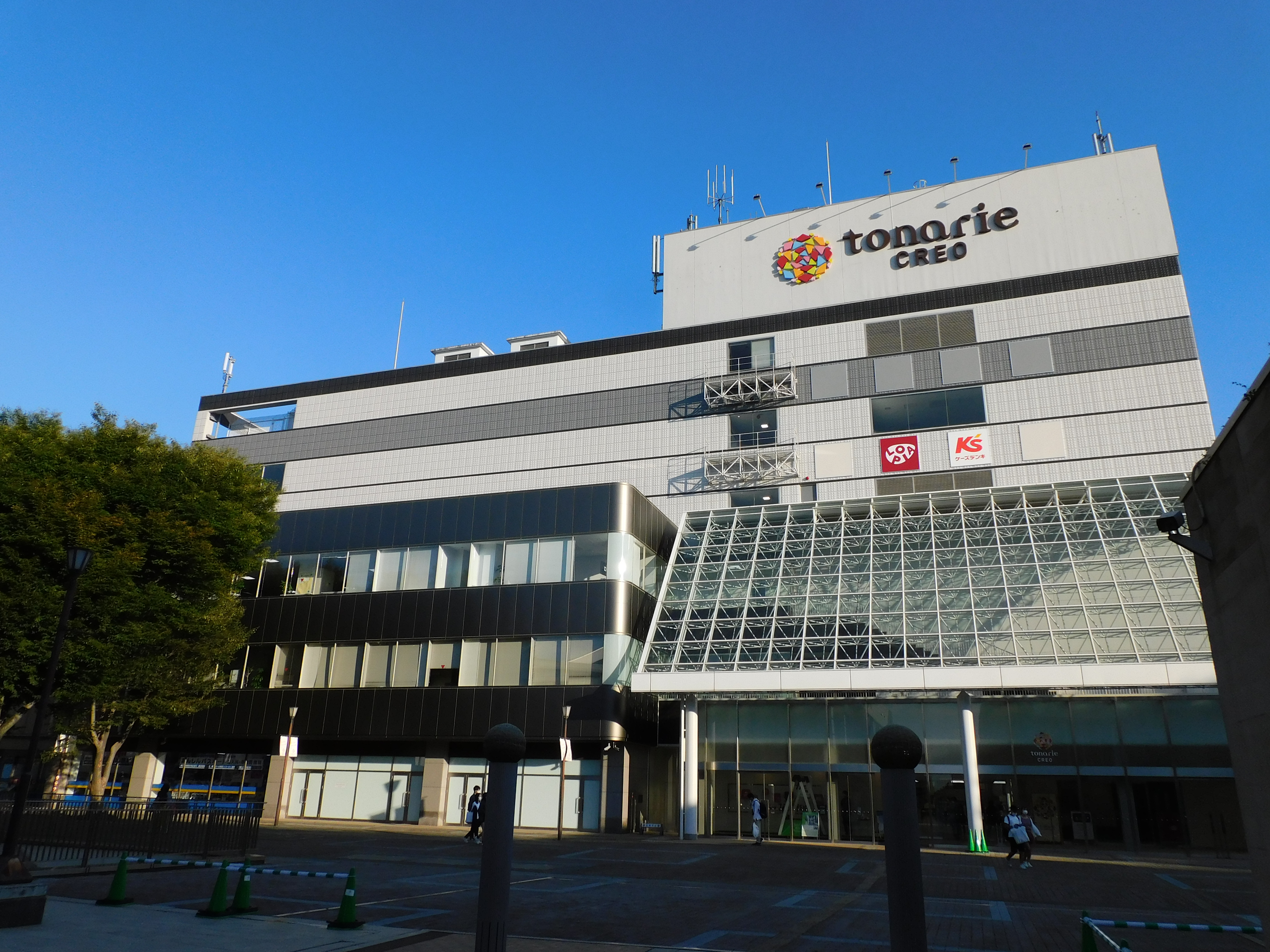
トナリエつくばスクエア「CREO」
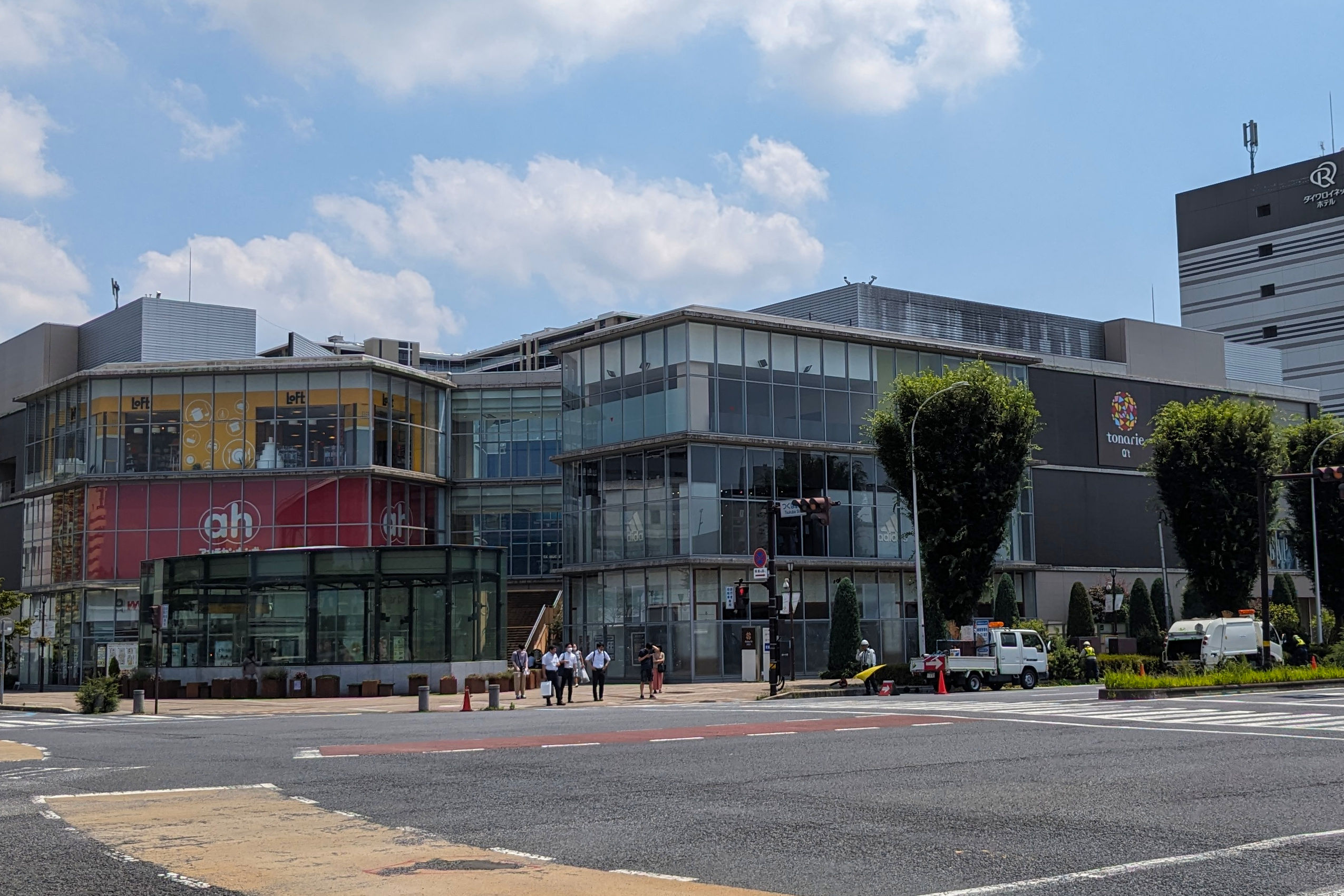
トナリエつくばスクエア「Q't」
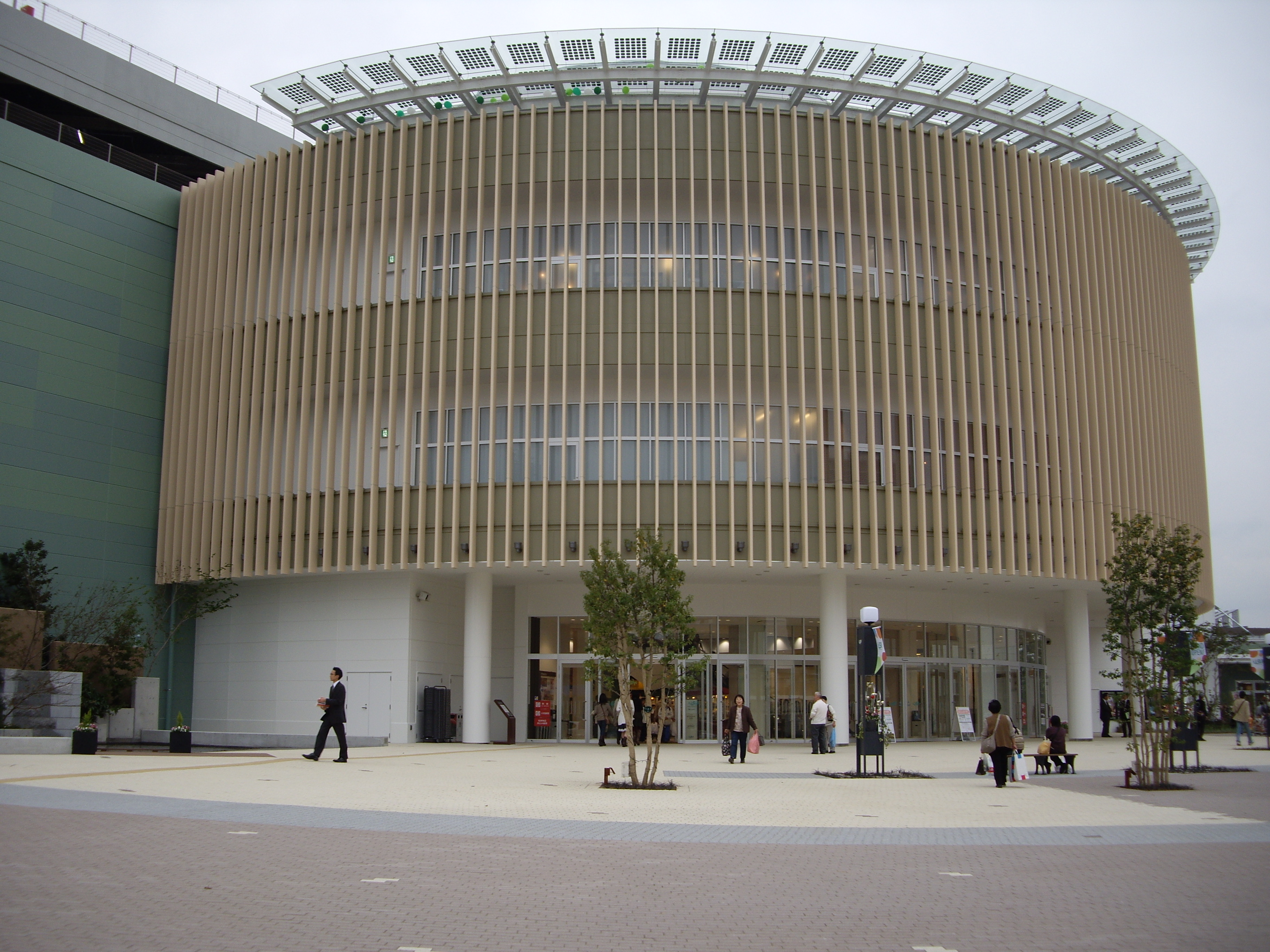
イーアスつくば
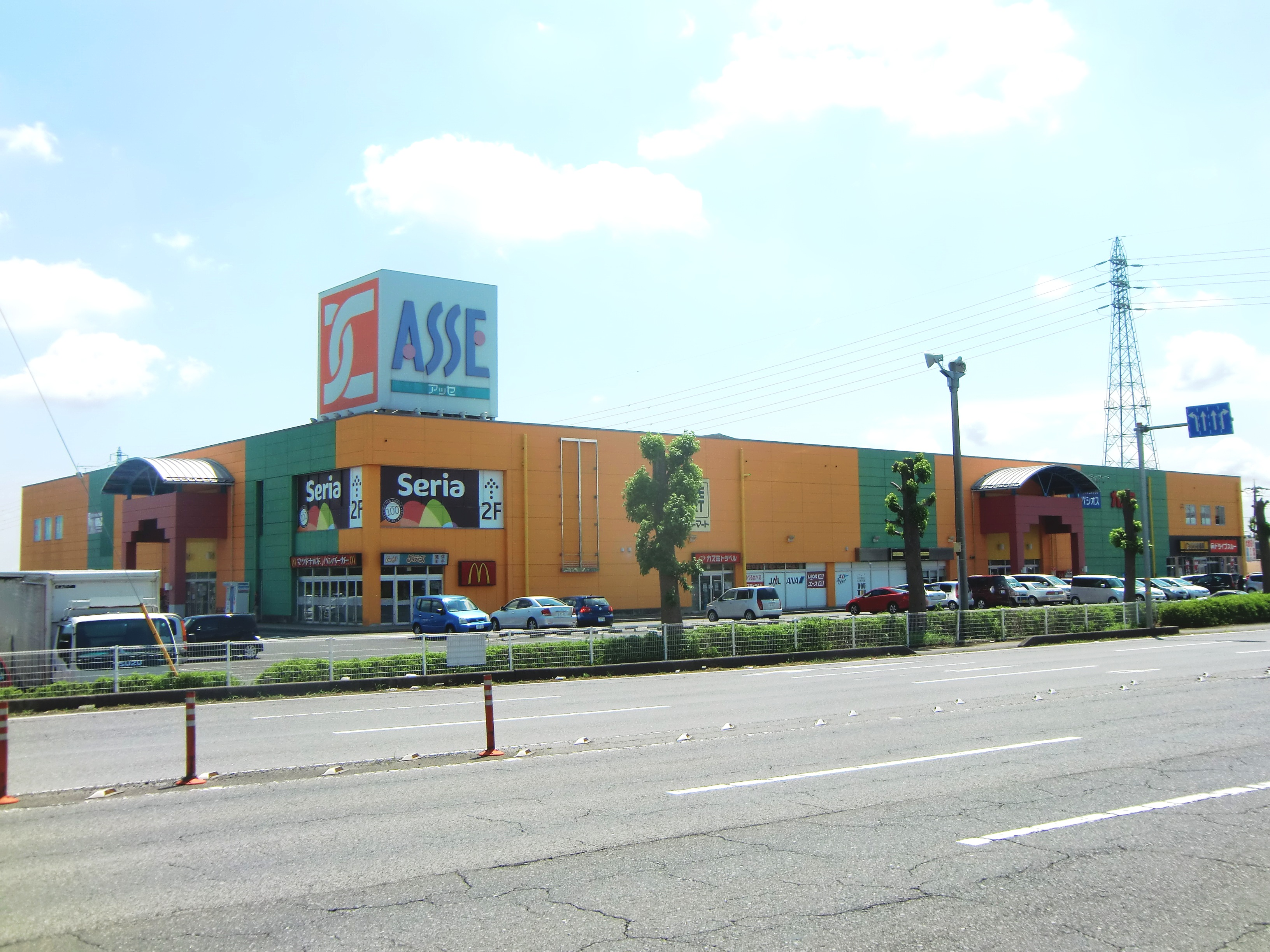
つくばショッピングセンターASSE

### 郵便局
- 筑波学園郵便局 - 吾妻一丁目13番地2
- 筑波郵便局 - 北条4347番地6
- 桜竹園郵便局 - 竹園三丁目21番地
- 桜並木郵便局 - 並木四丁目1番地2
- 桜郵便局 - 横町266番地
- 谷田部松代郵便局 - 松代四丁目200番地1
- 筑波大学内郵便局 - 天久保三丁目1番地1
- 筑波山郵便局 - 筑波802番地
- 筑波谷田部郵便局 - 谷田部2961番地
- 旭郵便局 - 沼崎1854番地6
- 大穂郵便局 - 大曽根3397番地
- 葛城郵便局 - 苅間388番地
- つくば九重郵便局 - 上ノ室1271番地3
- つくば作谷郵便局 - 作谷149番地
- つくば小田郵便局 - 小田2946番地1
- つくば田井郵便局 - 神郡870番地5
- 小野川郵便局 - 館野464番地
- 上郷郵便局 - 上郷1384番地3
- 茎崎みなみ郵便局 - 上岩崎944番地1
- 茎崎高崎郵便局 - 高崎1819番地1
- 栗原郵便局 - 栗原1567番地
- 上大島郵便局 - 上大島1046番地
- 島名郵便局 - 島名643番地
- 真瀬郵便局 - 真瀬1124番地5
- 吉沼郵便局 - 吉沼4082番地
- つくば研究学園郵便局- 研究学園一丁目1番地2
- 筑波水守簡易郵便局 - 水守1367番地1
- 茎崎森の里簡易郵便局 - 森の里56番地4
- 妻木簡易郵便局 - 妻木1535番地
- 今鹿島簡易郵便局 - 今鹿島842番地（2021年（令和3年）1月1日廃止）[126]

### 銀行
- みずほ銀行
  - つくば支店 - 竹園一丁目4番地1
- 三井住友銀行
  - つくば支店 - 吾妻一丁目5番地7
- 足利銀行
  - つくば支店 - 東新井19番地
- 常陽銀行
  - 研究学園都市支店 - 吾妻一丁目14番地2
  - つくば並木支店 - 梅園二丁目7番地3
  - 筑波支店 - 北条92番地
  - 大穂支店 - 大曽根3095番地1
  - 茎崎支店 - 小茎300番地1
  - 豊里支店 - 酒丸255番地3
  - 谷田部支店 - 台町2-1-20
  - つくば市役所支店 - 研究学園一丁目1番地1
  - つくば新都市クイックステーション - 研究学園四丁目4番地2
- 筑波銀行
  - つくば営業部 - 竹園一丁目7番地
  - 学園並木支店 - 並木四丁目1番地2
  - つくば北支店 - 北条5143番地1
  - つくば副都心支店 - 研究学園五丁目19番（iiasつくば内）
  - 豊里支店 - 高野456番地1
  - 中根支店 - 横町264番地
  - 谷田部支店 - 台町二丁目3番地3
  - 二の宮出張所 - 二の宮四丁目7番地1
  - 島名出張所 - 台町二丁目3番地3（谷田部支店内）
  - 松代支店 - 松代一丁目9番地7（つくば営業部内）
  - みどりの支店 - 花島新田4番地7（みどりの一丁目A67街区5画地）
- 千葉銀行
  - つくば支店 - 研究学園五丁目10番地2
- ゆうちょ銀行
  - つくば店 - 筑波学園郵便局と同一地

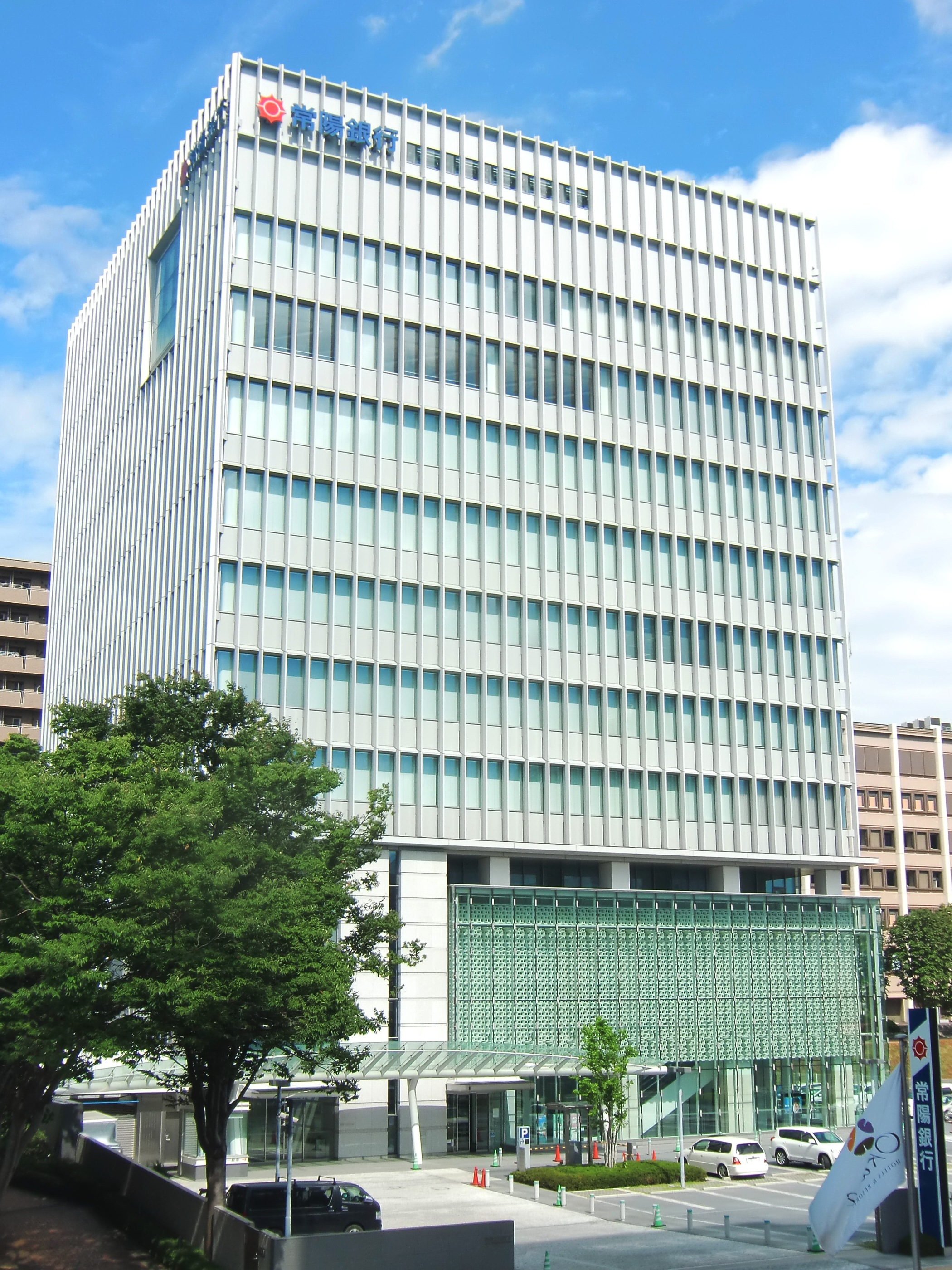
常陽銀行 研究学園都市支店
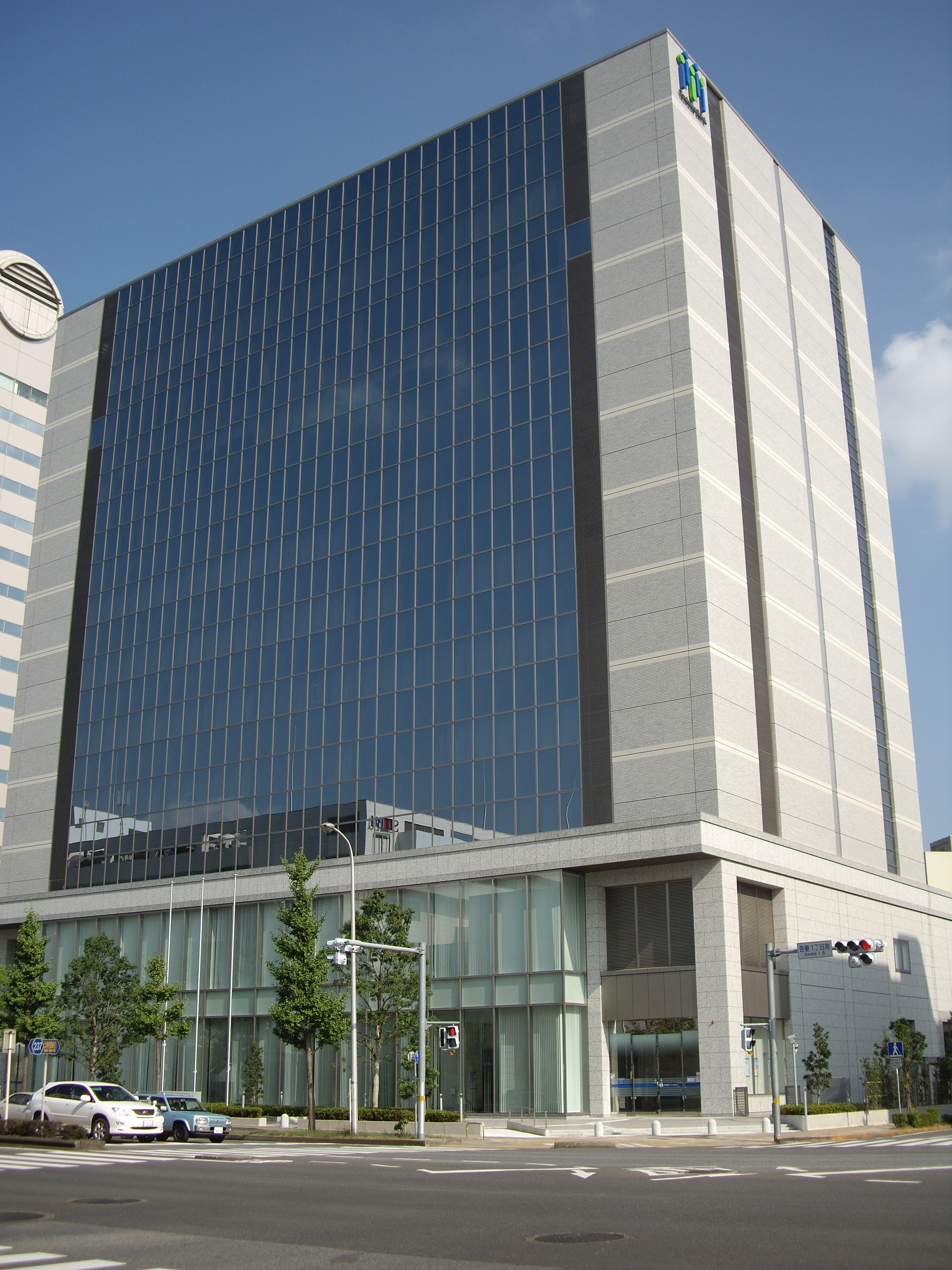
筑波銀行つくば営業部（本部機構）

### メディア
- つくばコミュニティ放送（ラヂオつくば） - 吾妻三丁目10番地5
- 研究学園都市コミュニティケーブルサービス（ACCS） - 竹園一丁目2番地1
- その他、LuckyFM茨城放送が、2021年（令和3年）7月1日6時の放送開始より、近接地・守谷市にあった88.1MHzのFM補完中継局を事実上移転する形で宝篋山につくば局を開局させた[127]。

## 公共機関

### 消防
- つくば市消防本部 - 研究学園一丁目1番地
  - 中央消防署 - 研究学園一丁目1番地
    - 中央消防署桜分署 - 金田2040番地2
    - 中央消防署豊里分署 - 上郷607番地
    - 中央消防署並木分署 - 並木一丁目2番地3

  - 北消防署 - 上沢3番地
    - 北消防署筑波分署 - 沼田645番地

  - 南消防署 - 観音台一丁目25番地3
    - 南消防署茎崎分署 - 小茎563番地

### 警察
- つくば警察署 - 学園の森三丁目50番地1。2020年（令和2年）3月2日につくば中央警察署とつくば北警察署を統合して発足。つくば市全域を管轄する。
  - 茎崎地区交番 - 小茎564番地1
  - 谷田部地区交番 - 谷田部4711番地3[注釈 10]
  - 赤塚交番 - 東二丁目32番地2
  - 研究学園交番 - 研究学園一丁目1番地2
  - つくば駅前交番 - 吾妻二丁目7番地13
  - 並木交番 - 並木四丁目1番地2
  - 松代交番 - 松代四丁目19番地
  - 柴崎駐在所 - 柴崎754番地1
  - 豊里駐在所 - 今鹿島4174番地5
  - 万博記念公園駅前駐在所 - 諏訪C13街区14画地
  - 筑穂交番 - 筑穂一丁目15番地1
  - 小田駐在所 - 小田2947番地8
  - 上大島駐在所 - 上大島647番地1
  - 菅間駐在所 - 池田844番地2
  - 筑波山駐在所 - 沼田1698番地1
  - 作谷駐在所 - 作谷1130番地
  - 吉沼駐在所 - 吉沼1143番地1

### 医療

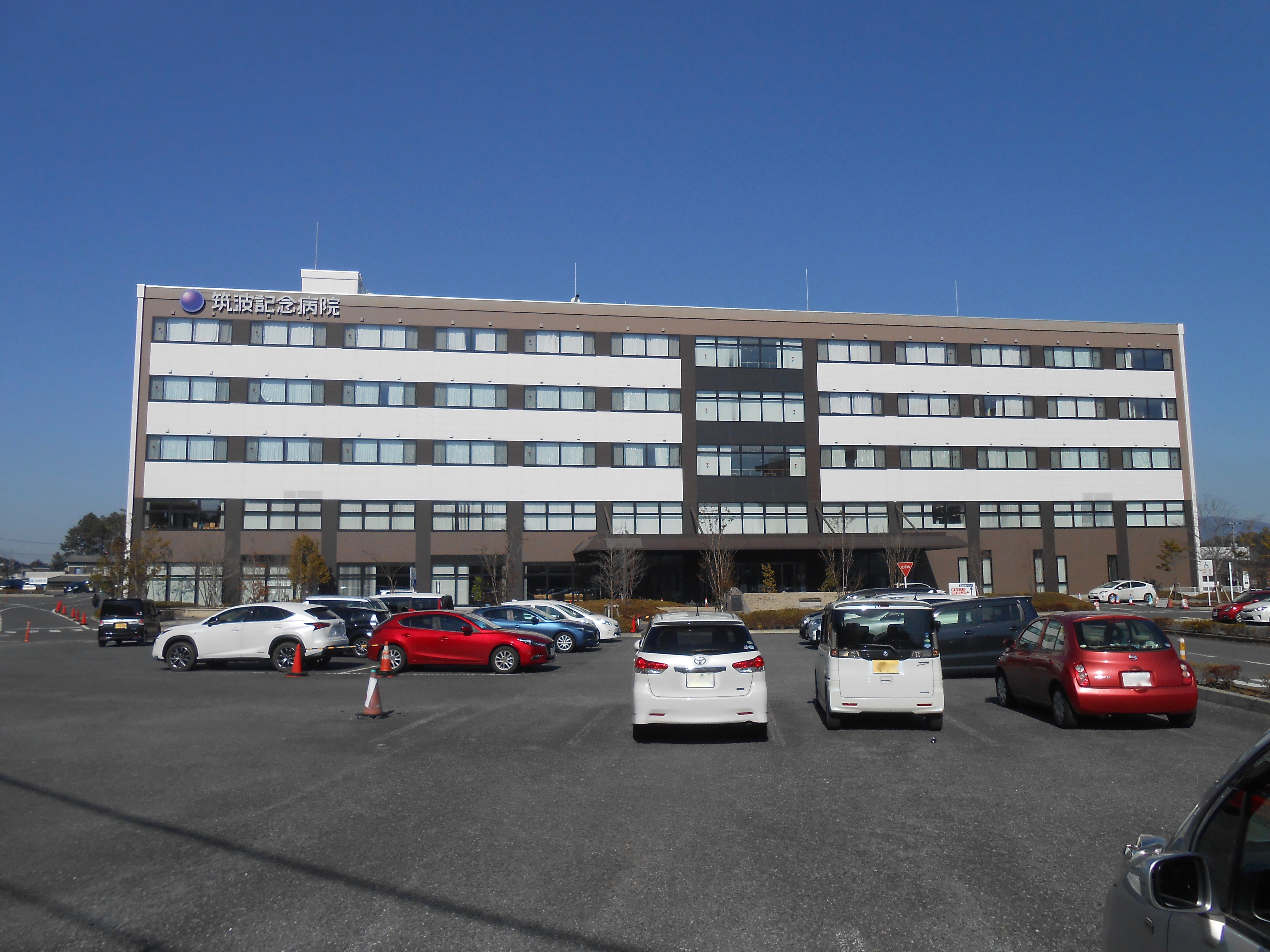
筑波記念病院

- 筑波大学附属病院 - 天久保二丁目1番地1
- 筑波メディカルセンター病院 - 天久保一丁目3番地1
- 筑波記念病院 - 要1187番地299
- 筑波学園病院 - 上横場字細田2573番地1
- いちはら病院 - 大曽根3681番地
- 筑波病院 - 大角豆1761番地
- つくば双愛病院 - 高崎1008番地

## 教育

### 大学

#### 国立
- 筑波大学 筑波キャンパス
- 筑波技術大学
- 総合研究大学院大学 つくばキャンパス

#### 私立
- 日本国際学園大学

### 専修学校

#### 公立
- 茨城県立つくば看護専門学校

#### 私立
- 筑波医療福祉専門学校
- 筑波学園看護専門学校
- つくば国際ペット専門学校
- つくば自動車大学校
- つくばビジネスカレッジ専門学校

### 高等学校
つくば市立中学校卒業生のうち、市内の県立高校へ進学する割合は例年3割程度である。
| 学校名                   | 設立区分 | 郵便番号 | 住所             | 開校年             |
| ------------------------ | -------- | -------- | ---------------- | ------------------ |
| 茎崎高等学校             | 県立     | 300-1272 | 茎崎447番地8     | 1984年（昭和59年） |
| 竹園高等学校             | 県立     | 305-0032 | 竹園三丁目9番地1 | 1979年（昭和54年） |
| 筑波高等学校             | 県立     | 300-4231 | 北条4160番地     | 1950年（昭和25年） |
| つくばサイエンス高等学校 | 県立     | 305-0861 | 谷田部1818番地   | 2023年（令和05年） |
| つくば秀英高等学校       | 私立     | 300-2645 | 島名151番地      | 1995年（平成07年） |
| S高等学校                | 私立     | 300-4204 | 作谷578番地2     | 2021年（令和03年） |

#### 閉校した高等学校
- 県立上郷高等学校 - 県立石下高等学校（常総市）との統合による、県立石下紫峰高等学校（旧石下高校の敷地）の発足に伴い、2009年（平成21年）度以降の新入生募集を停止。2011年（平成23年）3月31日に閉校。
- 県立並木高等学校 - 中等教育学校への移行に伴い、2011年（平成23年）度より生徒募集を停止し、2013年（平成25年）3月に閉校。
- 東豊学園つくば松実高等学校 - 私立通信制。2020年（令和2年）3月閉校。
- 県立つくば工科高等学校 - つくばサイエンス高等学校への移行に伴い、2023年（令和5年）度より生徒募集を停止し、2025年（令和7年）3月に閉校。

### 中高一貫・中等教育学校
| 学校名                   | 設立区分 | 郵便番号 | 住所             | 開校年             |
| ------------------------ | -------- | -------- | ---------------- | ------------------ |
| 茗溪学園中学校・高等学校 | 私立     | 305-0061 | 稲荷前1番地1     | 1979年（昭和54年） |
| 並木中等教育学校         | 県立     | 305-0044 | 並木四丁目5番地1 | 2008年（平成20年） |

### 中学校
つくば市は2012年（平成24年）4月より、市内全小中学校で小中一貫教育を開始。1中学校の学区と、学区内の小学校を1つの「学園」と定めた。
| 学園名     | 中学校名         | 設立区分 | 郵便番号 | 住所                         | 開校年             |
| ---------- | ---------------- | -------- | -------- | ---------------------------- | ------------------ |
| 大穂学園   | 大穂中学校       | 市立     | 300-3264 | 篠崎475番地                  | 1976年（昭和51年） |
| 桜学園     | 桜中学校         | 市立     | 305-0019 | 金田1500番地（さくらの森32） | 1957年（昭和32年） |
| 桜並木学園 | 並木中学校       | 市立     | 305-0044 | 並木三丁目8番地              | 1979年（昭和54年） |
| 高崎学園   | 高崎中学校       | 市立     | 300-1245 | 高崎1730番地                 | 1986年（昭和61年） |
| 高山学園   | 高山中学校       | 市立     | 300-2669 | 下河原崎503番地（高山）      | 1952年（昭和27年） |
| 吾妻学園   | 吾妻中学校       | 市立     | 305-0005 | 天久保一丁目9番地1           | 1992年（平成04年） |
| 茎崎学園   | 茎崎中学校       | 市立     | 300-1255 | 小茎450番地                  | 1947年（昭和22年） |
| 輝翔学園   | 谷田部中学校     | 市立     | 305-0861 | 谷田部6100番地               | 1961年（昭和36年） |
| 竹園学園   | 竹園東中学校     | 市立     | 305-0032 | 竹園三丁目11番地             | 1974年（昭和49年） |
| 洞峰学園   | 谷田部東中学校   | 市立     | 305-0046 | 東二丁目25番地1              | 1988年（昭和63年） |
| 豊里学園   | 豊里中学校       | 市立     | 300-2642 | 高野1213番地                 | 1960年（昭和35年） |
| 虹色学園   | 研究学園中学校   | 市立     | 305-0817 | 研究学園二丁目26番地         | 2023年（令和 5年） |
| 翠輝学園   | みどりの南中学校 | 市立     | 305-0884 | みどりの南106番地1           | 2024年（令和6年）  |
| 光輝学園   | 手代木中学校     | 市立     | 305-0035 | 松代五丁目10番地             | 1980年（昭和55年） |

#### 閉校した中学校
- 筑波東中学校（つくば紫峰学園） - 2018年（平成30年）3月閉校[131]
- 筑波西中学校（つくば百合ケ丘学園） - 2018年（平成30年）3月閉校[131]

### 義務教育学校
| 学校名                   | 設立区分 | 郵便番号 | 住所                  | 開校年             |
| ------------------------ | -------- | -------- | --------------------- | ------------------ |
| 春日学園義務教育学校     | 市立     | 305-0821 | 春日二丁目47番地      | 2012年（平成24年） |
| 秀峰筑波義務教育学校     | 市立     | 300-4231 | 北条5073番地          | 2018年（平成30年） |
| 学園の森義務教育学校     | 市立     | 305-0816 | 学園の森二丁目15番地1 | 2018年（平成30年） |
| みどりの学園義務教育学校 | 市立     | 305-0882 | みどりの中央12番地1   | 2018年（平成30年） |

### 小学校
小野川小学校を除いたつくば市立小学校は、小学校の学区が複数の中学校の学区に跨ることなく定められている。
| 学園名     | 小学校名         | 設立区分 | 郵便番号 | 住所                 | 開校年             |
| ---------- | ---------------- | -------- | -------- | -------------------- | ------------------ |
| 大穂学園   | 大曽根小学校     | 市立     | 300-3253 | 大曽根2917番地       | 1890年（明治23年） |
| 大穂学園   | 要小学校         | 市立     | 300-2622 | 要449番地1           | 1879年（明治12年） |
| 大穂学園   | 前野小学校       | 市立     | 300-3267 | 前野1367番地         |                    |
| 大穂学園   | 吉沼小学校       | 市立     | 300-2617 | 吉沼1010番地         |                    |
| 桜学園     | 栗原小学校       | 市立     | 305-0001 | 栗原2018番地         | 1875年（明治08年） |
| 桜学園     | 九重小学校       | 市立     | 305-0023 | 上ノ室2126番地       | 1872年（明治05年） |
| 桜学園     | 栄小学校         | 市立     | 305-0013 | 金田54番地           | 1872年（明治05年） |
| 桜並木学園 | 桜南小学校       | 市立     | 305-0043 | 大角豆789番地1       | 1876年（明治09年） |
| 桜並木学園 | 並木小学校       | 市立     | 305-0044 | 並木二丁目12番地     | 1978年（昭和53年） |
| 高崎学園   | 茎崎第一小学校   | 市立     | 300-1245 | 高崎2290番地         | 1886年（明治19年） |
| 高山学園   | 島名小学校       | 市立     | 300-2645 | 島名537番地1         | 1877年（明治10年） |
| 高山学園   | 真瀬小学校       | 市立     | 300-2656 | 真瀬2103番地         | 1877年（明治10年） |
| 高山学園   | 香取台小学校     | 市立     | 300-2657 | 島名1716番地         | 2023年（令和5年）  |
| 吾妻学園   | 吾妻小学校       | 市立     | 305-0031 | 吾妻二丁目16番地     | 1978年（昭和53年） |
| 茎崎学園   | 茎崎第二小学校   | 市立     | 300-1274 | 上岩崎1076番地       | 1875年（明治08年） |
| 茎崎学園   | 茎崎第三小学校   | 市立     | 300-1255 | 小茎798番地1         | 1980年（昭和55年） |
| 輝翔学園   | 谷田部小学校     | 市立     | 305-0861 | 谷田部2938番地       | 1875年（明治08年） |
| 輝翔学園   | 柳橋小学校       | 市立     | 305-0842 | 柳橋360番地          | 1876年（明治09年） |
| 竹園学園   | 竹園東小学校     | 市立     | 305-0032 | 竹園三丁目13番地     | 1974年（昭和49年） |
| 竹園学園   | 竹園西小学校     | 市立     | 305-0032 | 竹園二丁目19番地4    | 1990年（平成02年） |
| 洞峰学園   | 小野川小学校     | 市立     | 305-0067 | 館野731番地          | 1878年（明治11年） |
| 洞峰学園   | 東小学校         | 市立     | 305-0046 | 東二丁目24番地       | 1995年（平成07年） |
| 洞峰学園   | 二の宮小学校     | 市立     | 305-0051 | 二の宮四丁目11番地   | 1988年（昭和63年） |
| 豊里学園   | 今鹿島小学校     | 市立     | 300-2641 | 今鹿島1762番地       | 1875年（明治08年） |
| 豊里学園   | 上郷小学校       | 市立     | 300-2645 | 上郷2499番地         | 1875年（明治08年） |
| 豊里学園   | 沼崎小学校       | 市立     | 300-2631 | 沼崎1650番地         | 1873年（明治06年） |
| 翠輝学園   | みどりの南小学校 | 市立     | 305-0884 | みどりの南106番地3   | 2024年（令和6年）  |
| 翠輝学園   | 谷田部南小学校   | 市立     | 305-0867 | 境田191番地1         | 1988年（昭和63年） |
| 虹色学園   | 研究学園小学校   | 市立     | 305-0817 | 研究学園二丁目26番地 | 2023年（令和5年）  |
| 光輝学園   | 葛城小学校       | 市立     | 305-0822 | 苅間689番地          | 1877年（明治10年） |
| 光輝学園   | 手代木南小学校   | 市立     | 305-0035 | 松代四丁目24番地     | 1979年（昭和54年） |
| 光輝学園   | 松代小学校       | 市立     | 305-0035 | 松代三丁目3番地1     | 1991年（平成03年） |

#### 閉校した小学校
- 市立筑波第一小学校 - 2005年（平成17年）3月閉校
- 市立大形小学校 - 2008年（平成20年）3月閉校[132]
- 市立山口小学校 - 2013年（平成25年）3月閉校[133]
- 市立小田小学校（つくば紫峰学園） - 2018年（平成30年）3月閉校[131]
- 市立田井小学校（つくば紫峰学園） - 2018年（平成30年）3月閉校[131]
- 市立筑波小学校（つくば紫峰学園） - 2018年（平成30年）3月閉校[131]
- 市立北条小学校（つくば紫峰学園） - 2018年（平成30年）3月閉校[131]
- 市立作岡小学校（つくば百合ケ丘学園） - 2018年（平成30年）3月閉校[131]
- 市立菅間小学校（つくば百合ケ丘学園） - 2018年（平成30年）3月閉校[131]
- 市立田水山小学校（つくば百合ケ丘学園） - 2018年（平成30年）3月閉校[131]

### 特別支援学校
| 学校名             | 設立区分 | 郵便番号 | 住所         | 開校年             |
| ------------------ | -------- | -------- | ------------ | ------------------ |
| つくば特別支援学校 | 県立     | 300-3255 | 玉取2100番地 | 2007年（平成19年） |

### 各種学校

#### 私立
- リバティーインターナショナルスクール
- つくばインターナショナルスクール

## 交通

### 鉄道
- 首都圏新都市鉄道
  - つくばエクスプレス：みどりの駅 - 万博記念公園駅 - 研究学園駅 - つくば駅
- 筑波観光鉄道（全線つくば市内）
  - 筑波山ケーブルカー： 宮脇駅 - 筑波山頂駅
  - 筑波山ロープウェイ： つつじヶ丘駅 - 女体山駅

かつては筑波鉄道筑波線が旧筑波町を通っていたが、1987年（昭和62年）3月31日の運行をもって廃止された。この路線は現在の市北東部（沼田・北条地区）を経由しており、当時の筑波駅は筑波山への交通拠点となっていたものの、一方で学園都市の中心部からは大きく離れておりアクセス手段とならなかった。現在、廃線跡はサイクリングロード（茨城県道505号桜川土浦潮来自転車道線、愛称：つくば霞ヶ浦りんりんロード）となっている。
2005年（平成17年）のつくばエクスプレス開業によって学園都市中心部に鉄道が通り、その後は沿線において「つくばスタイル」の名の下で開発が行われている。
JTB時刻表による市の代表駅はつくば駅であるが、市役所の最寄り駅は研究学園駅である。

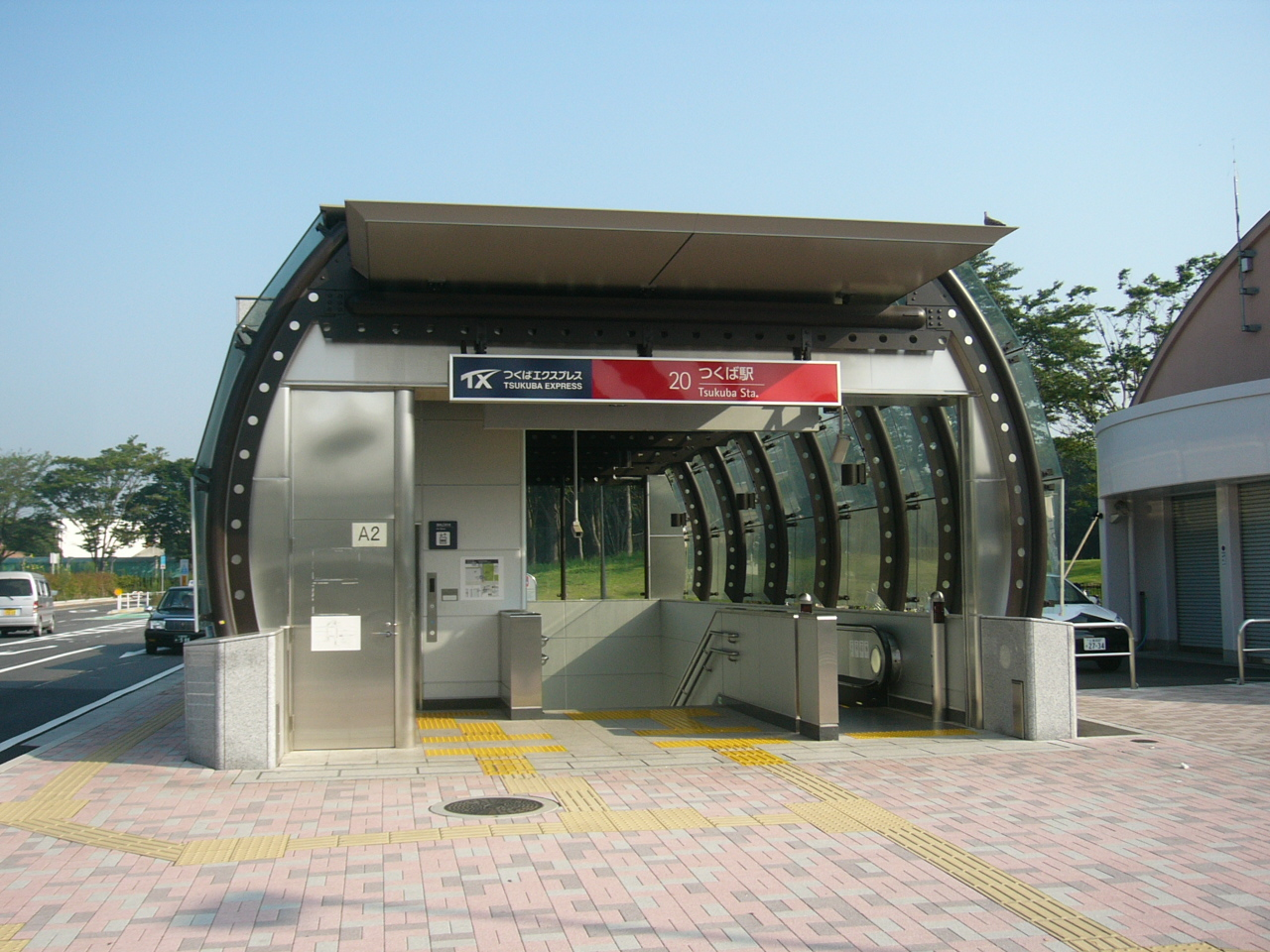
つくば駅
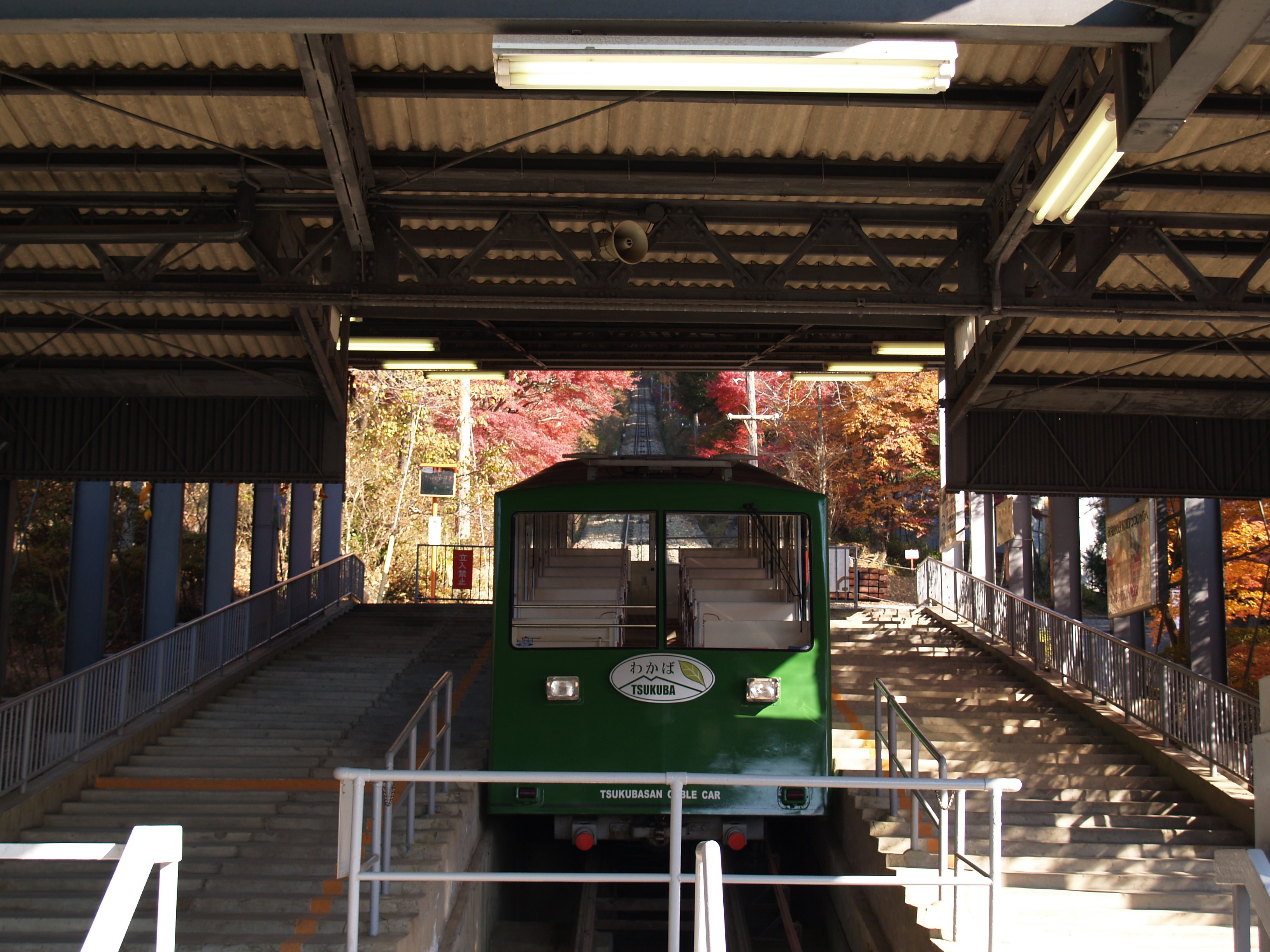
筑波山ケーブルカー。宮脇駅にて。（2005年11月撮影）
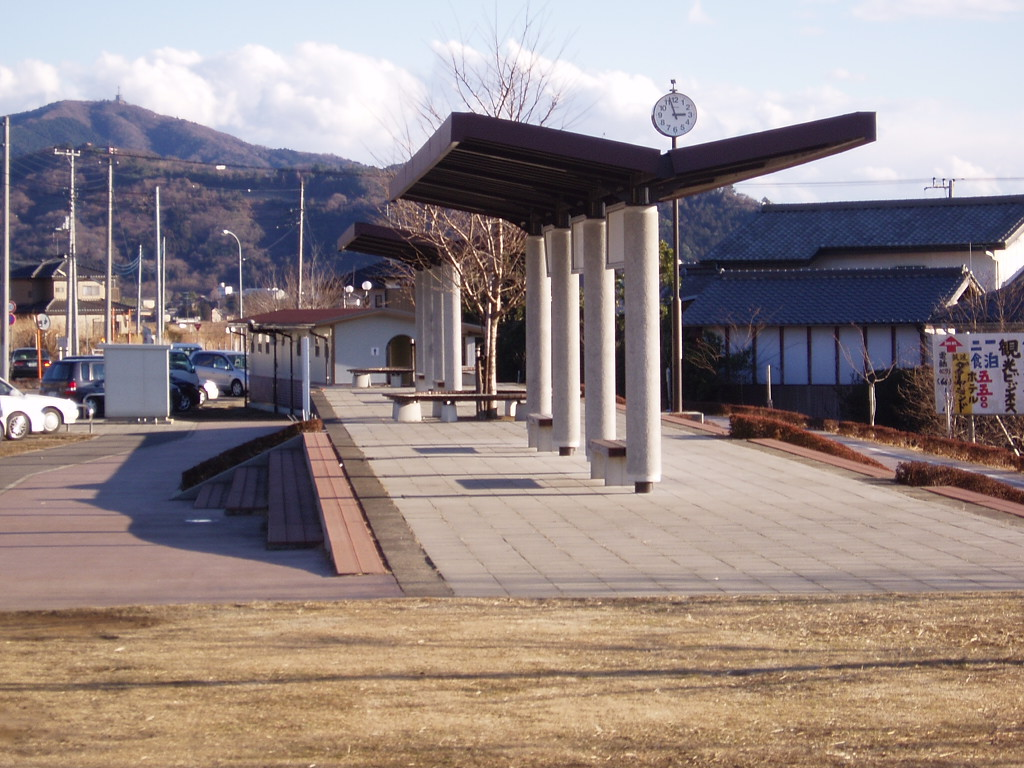
旧筑波駅跡。1987年に廃線となった筑波鉄道線路跡の大部分が「つくばりんりんロード」になっている。

### バス
関東鉄道・ジェイアールバス関東により首都圏新都市鉄道つくばエクスプレス、東日本旅客鉄道（JR東日本）常磐線、関東鉄道常総線の各駅を結ぶ路線があるほか、筑波山登山に便利な「筑波山シャトル」や市内の研究施設を巡る「つくばサイエンスツアーバス」といった観光路線も運行されている。また、市が企画し関東鉄道が運行するコミュニティバス「つくバス」が交通不便地域をカバーしている。さらに、隣接する筑西市及び桜川市が企画し関東鉄道が運行する広域連携バスがつくば市内に乗り入れてつくバスに接続することで、茨城県西部とつくば市及びつくば経由による東京方面と茨城県西部の交通の便を確保している。主なバスターミナルはつくば駅に隣接するつくばセンターなどがある。

#### 一般路線バス
- 関東鉄道 - つくば中央営業所、つくば北営業所、土浦営業所（土浦市）、下妻車庫（下妻市）
- ジェイアールバス関東 - 土浦支店（土浦市）

#### 高速路線バス
- 高速バス「つくば号」で、東京駅 - つくばセンター・筑波大学。東京駅 - つくばセンター間1時間強。
- 空港リムジンバスで、つくばセンター - 羽田空港間2時間弱、成田空港間1時間半程度。
- 高速バス 東京テレポート駅・東京ディズニーリゾート - つくばセンター・土浦駅。
- 高速バス「急行TMライナー」で、つくばセンター - 県庁・水戸駅間1時間半程度。
- 高速バス「急行わかば号」で、つくばセンター - 茨城県運転免許センター（東茨城郡茨城町）間1時間弱。
- 夜行高速バス「よかっぺ号」で、つくばセンターまで京都から7時間、大阪から9時間程度。
- 夜行高速バス「名古屋 - つくば・水戸・ひたちなか・日立線」で、つくばセンターまで名古屋から7時間程度。

#### コミュニティバス・自治体バス
- つくバス
- つくばね号（筑波中央病院 - 筑波山口 - 筑波ふれあいの里入口） - 2022年10月1日に運行開始した筑波地区支線型バスで、均一料金制を採る。ワゴン型車両を使用し、2022年10月時点で1日あたり上下各8便が運行されている[134][135]。
- 筑西市広域連携バス（筑波山口 - 明野支所前 - 下館駅）
- 桜川市バス ヤマザクラGO（筑波山口 - 真壁庁舎 - 岩瀬駅 - 岩瀬庁舎）

### 乗合タクシー
- つくタク

### 道路

#### 高速道路
- 常磐自動車道：（4）谷田部IC - （4-1）つくばJCT - （PA）谷田部東PA - （5）桜土浦IC
- 首都圏中央連絡自動車道：（75-1）つくば西SIC - （76）つくば中央IC - （80）つくばJCT - （81）つくば牛久IC

#### 一般国道
- 国道6号（牛久土浦バイパス、市の南部を僅かにかすめるのみ）
- 国道125号
- 国道354号
- 国道408号（土浦学園線・学園東大通り・学園西大通り）
- 国道468号（首都圏中央連絡自動車道）

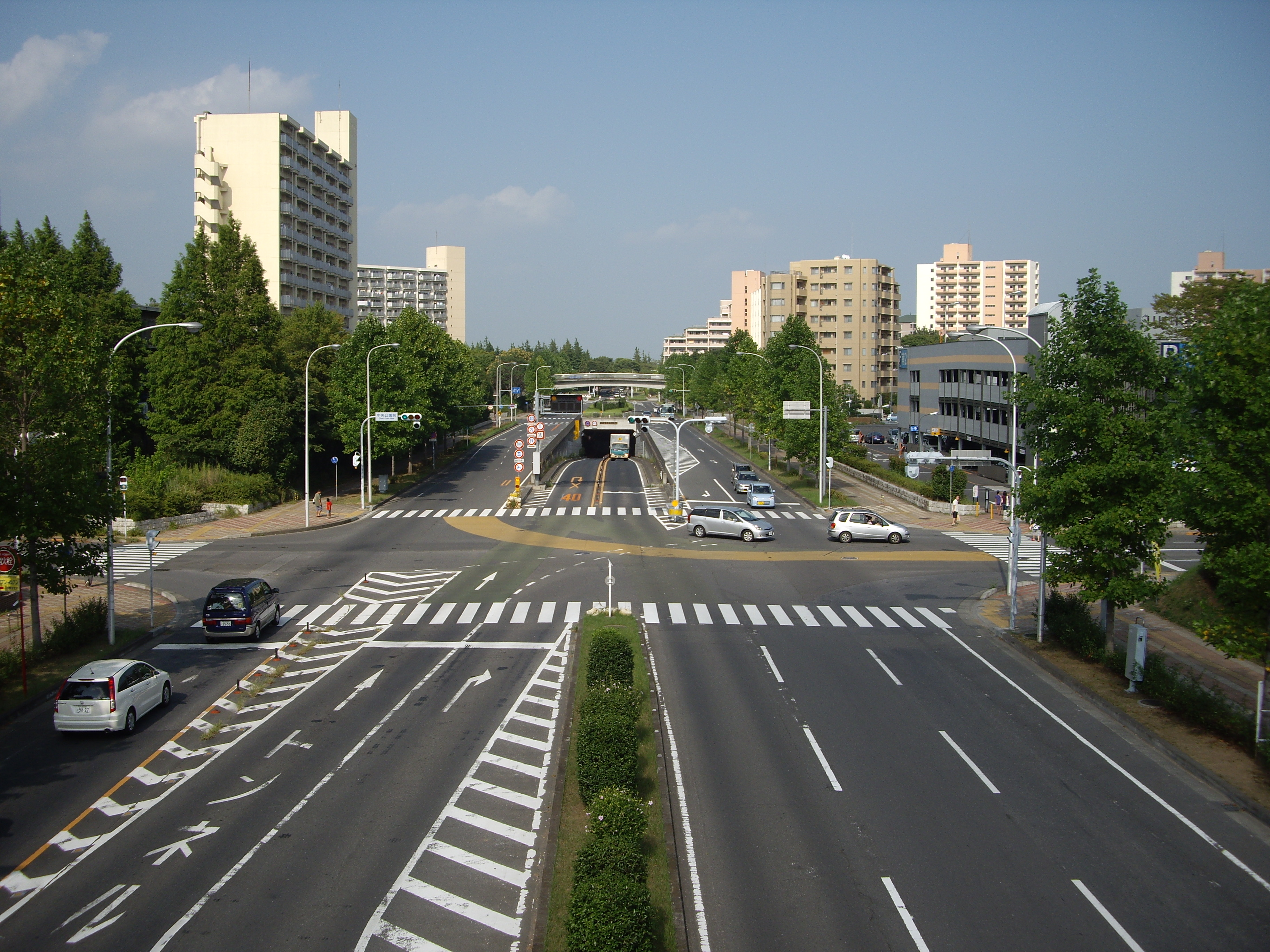
学園中央通り
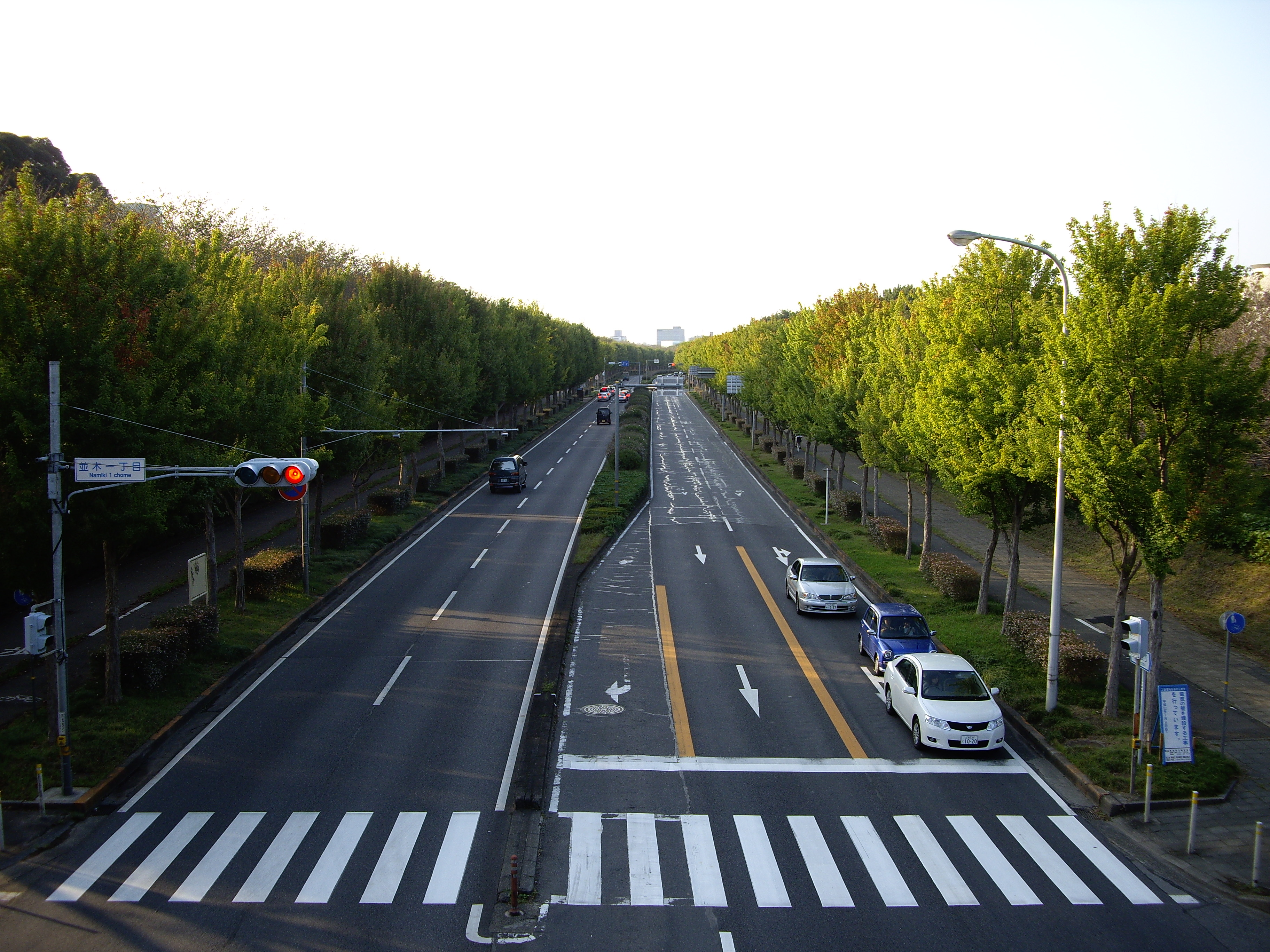
学園東大通り
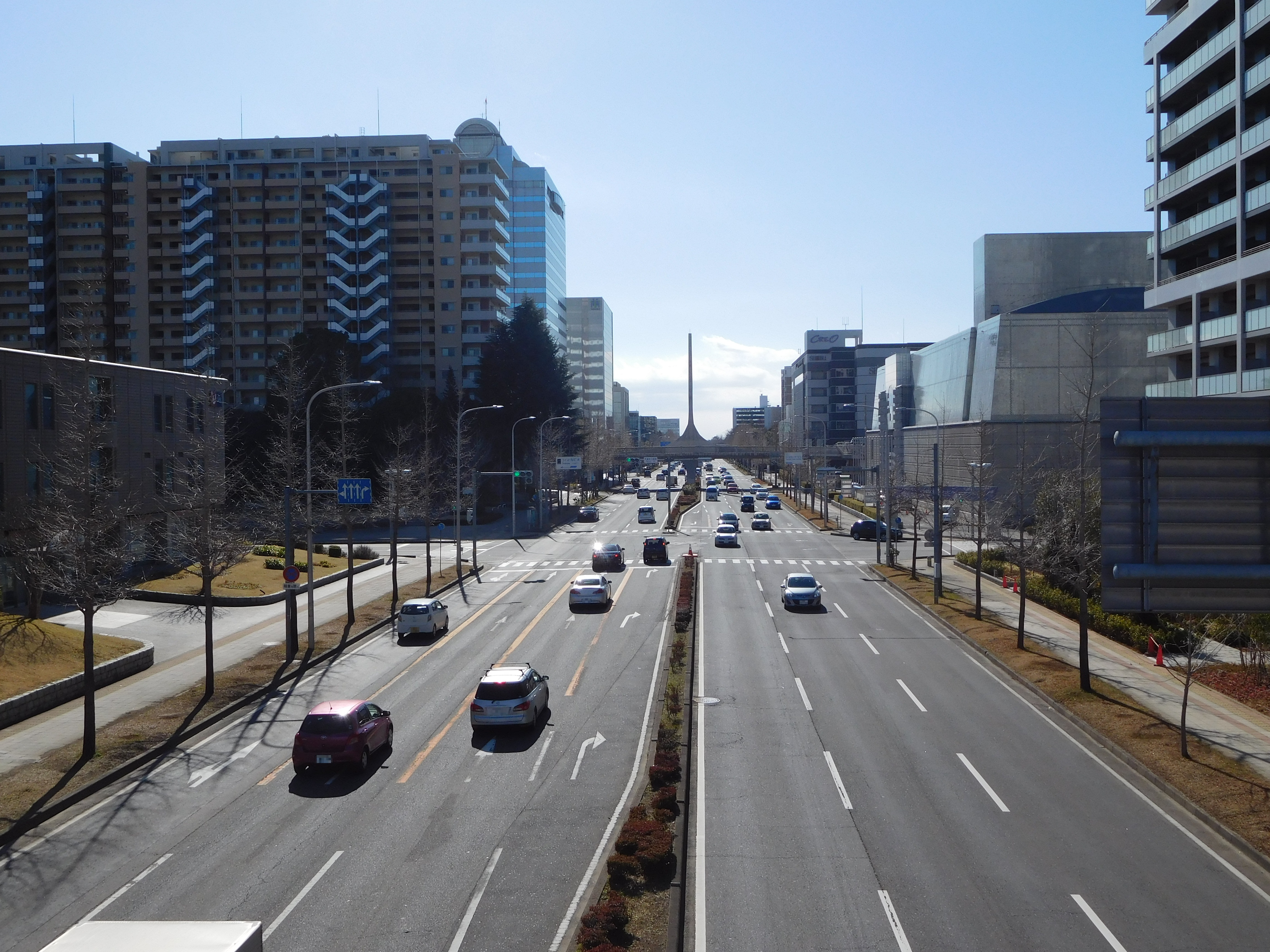
土浦学園線

#### 県道
- 主要地方道
  - 茨城県道3号つくば野田線
  - 茨城県道14号筑西つくば線
  - 茨城県道19号取手つくば線（新都市中央通り・サイエンス大通り・エキスポ大通り）
  - 茨城県道24号土浦境線（土浦学園線・学園中央通り・学園東大通り）
  - 茨城県道41号つくば益子線
  - 茨城県道42号笠間つくば線
  - 茨城県道45号つくば真岡線
  - 茨城県道46号野田牛久線
  - 茨城県道53号つくば千代田線
  - 茨城県道55号土浦つくば線（学園東大通り）
  - 茨城県道56号つくば古河線
- 一般県道
  - 茨城県道123号土浦坂東線（学園南大通り・エキスポ大通り）
  - 茨城県道128号土浦大曽根線
  - 茨城県道132号赤浜上大島線
  - 茨城県道133号赤浜谷田部線
  - 茨城県道138号石岡つくば線
  - 茨城県道139号筑波山公園線（つくば道）
  - 茨城県道143号谷田部牛久線
  - 茨城県道200号藤沢豊里線
  - 茨城県道201号藤沢荒川沖線
  - 茨城県道202号館野牛久線
  - 茨城県道210号谷田部藤代線
  - 茨城県道213号長高野北条線
  - 茨城県道214号沼田下妻線
  - 茨城県道220号島名福岡線
  - 茨城県道236号筑波公園永井線（筑波パープルライン）
  - 茨城県道237号花室牛久線（土浦学園線）
  - 茨城県道244号妻木赤塚線（学園西大通り・学園北大通り）
  - 茨城県道273号館野荒川沖停車場線
  - 茨城県道274号牛久赤塚線（学園西大通り）

#### 都市計画道路
- 都市軸道路
- 新都市中央通り

#### 自転車道
- 茨城県道501号桜川土浦自転車道線（つくばりんりんロード）

#### ペデストリアンデッキ

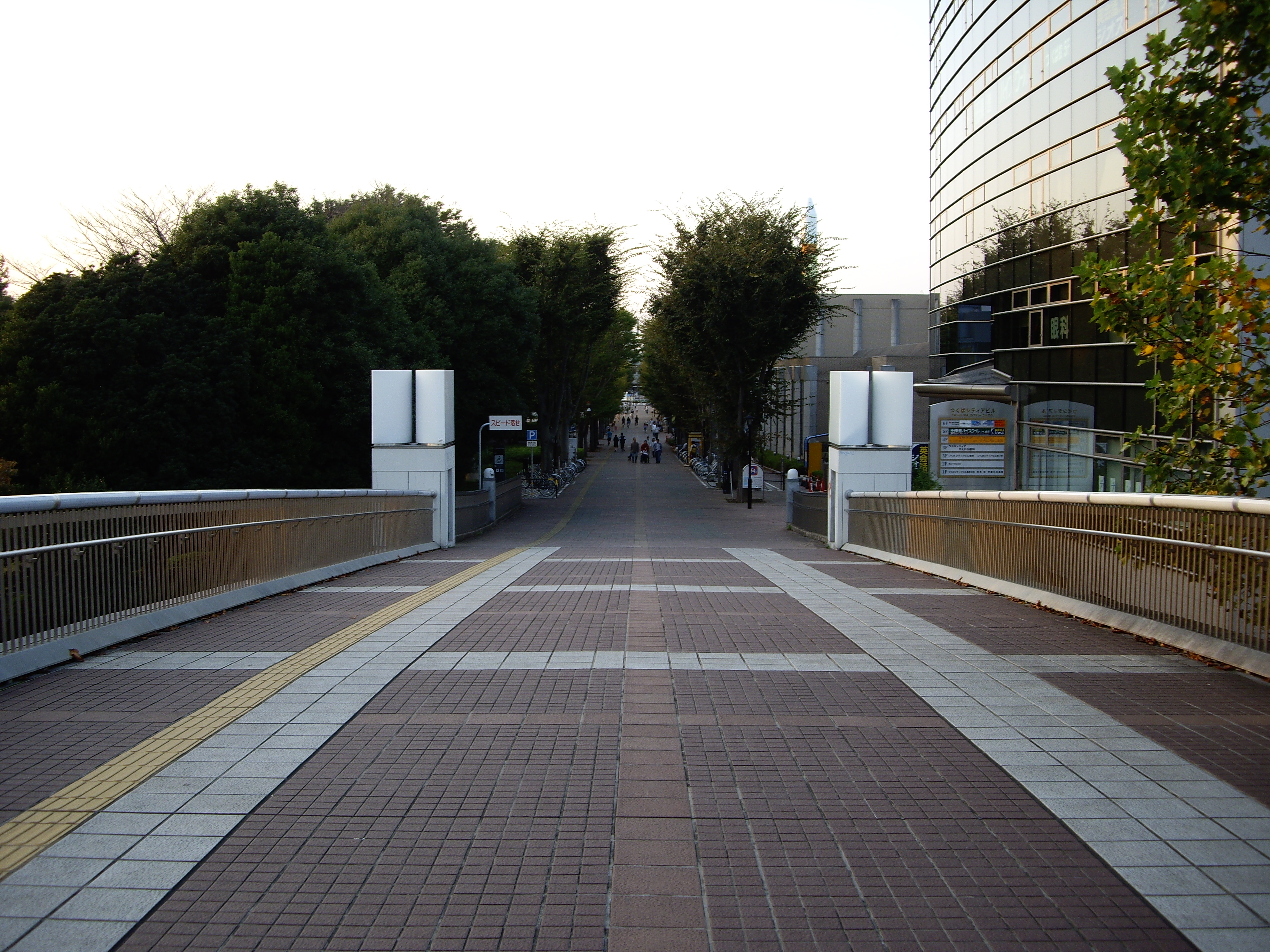
ペデストリアンデッキ（つくば公園通り）

自転車歩行者専用道路であるペデストリアンデッキ（略称：遊歩道、ペデ）が設置されている。赤塚公園からつくばセンターを経て筑波大学に南北につながる「つくば公園通り」約5kmと、センター地区及びその周辺における約43kmがある。

### 交通状況
つくば市は、北部の筑波山麓を除いて大部分が平野であり、1980年代ごろまでに学園都市として幹線道路整備が行われた。「日本の道100選」にも選ばれた学園東大通りを初めとして、計画的に整備された大通りが複数存在する。広範囲に分散する研究所の移動手段や通勤手段に自動車が使われることが多く、人口に対して交通量が多くなっている。2010年（平成22年）現在、1世帯あたりの自動車保有台数は1.7台である。市では「自転車のまちつくば」と位置づけて、市民の積極的な自転車利用を呼びかけている。
市内中心部においては、土浦学園線および学園東大通り・学園西大通り・学園南大通り・学園北大通りの各大通りが道路網の中核を成す。それぞれ4 - 車線が確保されているが、交通量の増加、つくばエクスプレスの開通に伴い中心部では近年渋滞が目立ち始めている。このため市では「つくバス」の導入や駐車場の立体化に取り組んでいる。国道354号は2車線であるが、大規模ショッピングモール等が出店した影響で、市内有数の渋滞箇所となっている。
高速道路は、常磐自動車道（常磐道）が市の南部から東部へ走っており、谷田部IC・桜土浦ICの2つのインターチェンジが存在する。また、首都圏中央連絡自動車道（圏央道）が市の西部から南東部にかけて通り、常磐道を挟んで東側につくば牛久IC、西側につくば中央ICが設けられ、両道路はつくばJCTで接続している。

### 新交通システム
国際科学技術博覧会の計画策定以前の1972年（昭和47年）頃から、筑波研究学園都市と常磐線を結ぶ新交通システムが検討されていた（日本モノレール協会誌「モノレール」1979年（昭和54年）6月号「筑波研究学園都市の交通計画 」には、「荒川沖駅〜高エネルギー」と「土浦駅〜バスセンター」の2系統が掲載されている）。1978年（昭和53年）度予算要求において、交通需要の比較的多いと思われる筑波大学の北側から花室地区を通り土浦駅に至る14.6キロメートルのL字型部分について予算要求を行い、筑波大学附属病院から花室バスセンターに至る1.5キロメートルの区間が事業採択された（建設省の予算がついた）。しかしながら、その後検討を進めるなかで採算性に問題があることが判明し、事業中止された。
なお、土浦ニューウェイ及びつくば花室トンネルは、新交通システムとしての事業中止後に道路として建設されたものであるが、将来的に交通量が増加した際に新交通システム（神戸のポートライナー、横浜の金沢シーサイドライン計画を参考に4両編成を想定）に転用しうるよう設計されている。

### その他
- ご当地ナンバーである「つくばナンバー」を2007年（平成19年）2月13日から導入した。
- 「のりのり自転車」という無料のレンタサイクルがあったが廃止され、現在はBiViつくば及び関東鉄道つくば北営業所にて有料にて貸し出しを行っている[140]。また、2021年10月1日からシェアサイクル実証実験事業「つくチャリ」が開始予定[141]。
- 市北部には県営のヘリポートである「つくばヘリポート」があり、県の防災ヘリコプター「つくば」などが配備されている。

## 観光地・祭事
県内の中でも観光入込客数が多い方であり、2022年（令和4年）度は2,746,700人が訪れた。特に近年はつくばエクスプレスの開通により、東京からのアクセスが向上したため、観光客数は増加している。
- 筑波山 - 筑波山神社・大御堂・筑波山梅林・筑波山温泉
  - 筑波山梅まつり - 2月中旬から3月中旬にかけて
  - 筑波山頂七夕まつり - 7月中旬
  - 筑波山ガマまつり - 毎年8月11日（山の日）
  - 筑波山神社御座替祭 - 4月1日、11月1日
  - 筑波山もみじ祭り - 11月
  - 奇岩・巨石群[143] - 弁慶七戻り、出船入船など。

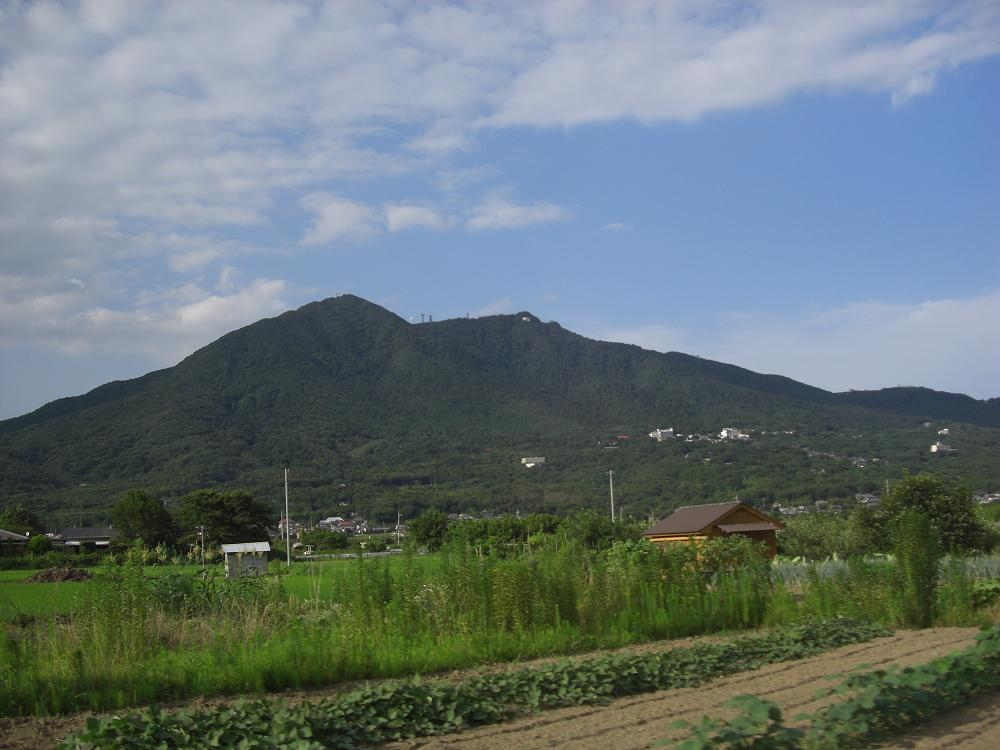
筑波山
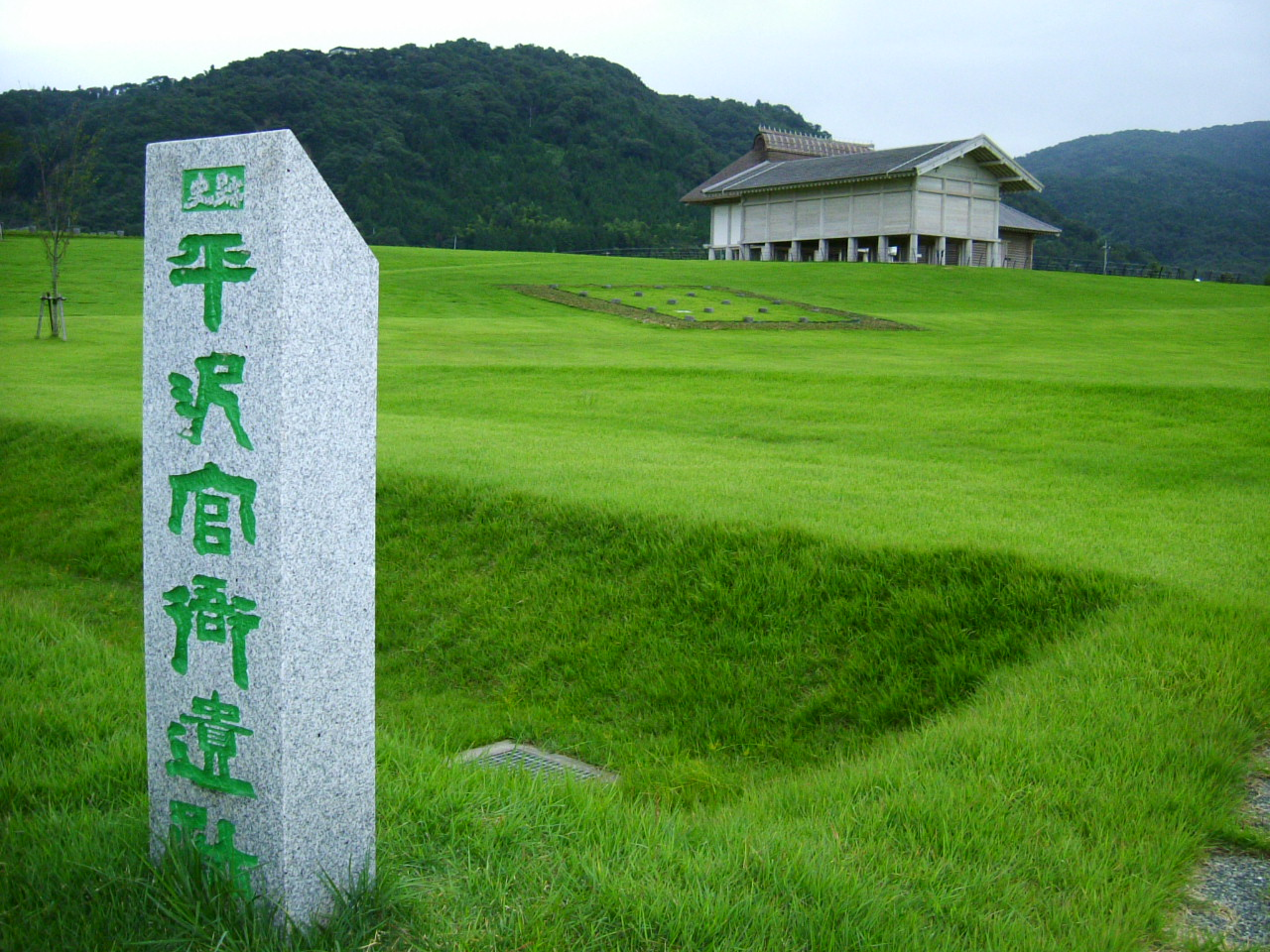
平沢官衙遺跡
  - つくば物語 - 10月頃
- 北斗寺
  - 星祭り - 1月7日（旧暦）
- 小田城跡（国の史跡）
- 五角堂
- 蚕影神社
- 豊里ゆかりの森
  - 昆虫館
- 茨城県つくば美術館 - つくば文化会館アルス内
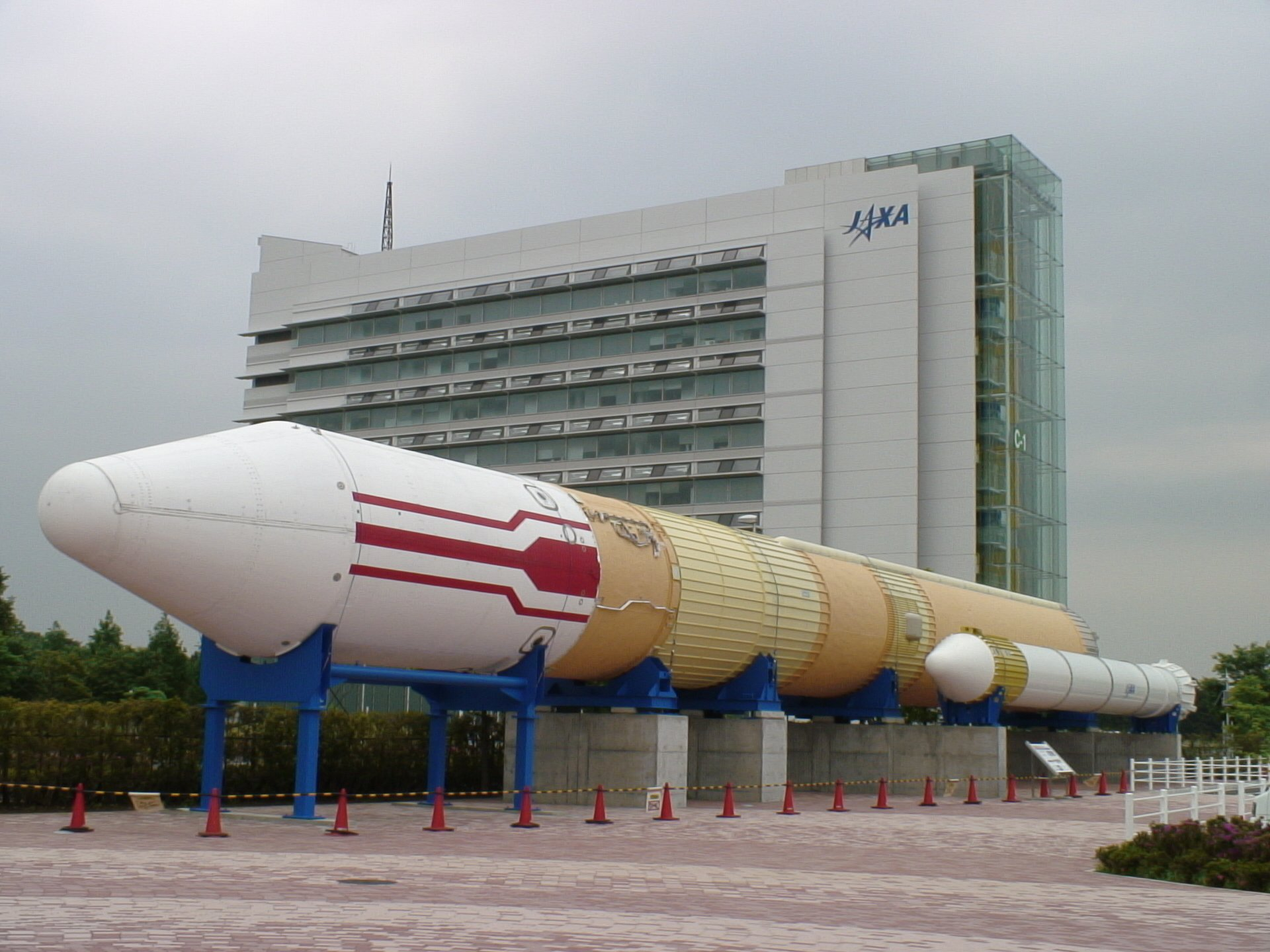
つくばエキスポセンター - プラネタリウム、H-IIロケットの実物大模型
- 地図と測量の科学館
- つくばわんわんランド
- 金村別雷神社
- 一ノ矢八坂神社
  - ニンニク祭り - 旧暦6月7日[144][145]
- つくばフェスティバル - 5月の第2土・日曜日
- つくば100キロウォーク - 5月の最終土・日曜日
- 北条祇園祭 - 7月下旬頃
- まつりつくば - 8月の最終土・日曜日
- つくばラーメンフェスタ - 10月上旬
- つくば国際音楽祭 - 10月頃
- つくばマラソン - 11月下旬
- ランタンアート - 12月中旬
- 市内の各研究機関
  - 一般公開 - 年に1〜2回、科学技術週間または学校の長期休暇に合わせて行う機関が多い 。宇宙航空研究開発機構筑波宇宙センターのように、一日で約1万人が訪れる所もある。
  - 常設展示 - 博物館などの常設展示施設を持つ機関  や、施設内見学ツアーを設けている機関も多い。専門のツアーバス（つくばサイエンスツアー）も運行されている 。

- 筑波山
- 平沢官衙遺跡
- 筑波宇宙センター

## スポーツチーム
- 茨城ロボッツ - プロバスケットボール
- つくばFCレディース - 女子サッカー
- Tsukuba Club - 社会人野球
- Sportiva.Tsukuba - 社会人サッカー
- つくばFC - 社会人サッカー
- DO SOCCER CLUB - 社会人サッカー
- つくばユナイテッドSun GAIA - プロバレーボール
- ツクバリアンズ - 社会人ラグビー
- つくばジュニアユース - Jリーグ・鹿島アントラーズ下部組織
- つくばツインピークス - 社会人陸上競技
- つくばボクシングジム - 社会人ボクシング
- 弱虫ペダルサイクリングチーム - 社会人自転車競技

## 出身者・ゆかりのある人物

### 出身者
- 水城なつみ - 演歌歌手
- 飯塚伊賀七 - 発明家
- 江戸英雄 - 実業家
- 古谷駒平 - 実業家
- 室町澄子 - 元NHKアナウンサー
- 杉本亜紀子 - 元秋田朝日放送アナウンサー
- 鈴木沙喜代 - 元ミヤギテレビアナウンサー
- 松居直美 - タレント
- 倉田保昭 - 俳優
- 茨城ヲデル - 俳優
- 小倉良 - 作曲家、編曲家、ギタリスト
- ユハラユキ - シンガーソングライター
- 清水直子 - ヴィオラ奏者
- 根岸浜吉 - 興行師、根岸興行部創立者
- 根岸寛一 - 映画プロデューサー
- 久松静児 - 映画監督
- 米田まりな - 整理収納アドバイザー、作家
- 雅耀 - 宝塚歌劇団月組男役

政治
- 小野瀬忠兵衛 - 元衆議院議員
- 市原健一 - 元つくば市長、医師、元茨城県議会議員（4期）
- 五十嵐立青 - つくば市長
- 北沢直吉[146] - 外交官、政治家、元内閣官房副長官
- 藤澤順一 - 元つくば市長、筑波学園病院理事長、医師
- 野口義造 - 第15代東京都八王子市長

学術
- 跡見順子 - 生物学者、東京大学名誉教授、跡見学園評議員、日本女性科学者の会会長
- 市村瓚次郎 - 歴史学者、國學院大學学長、東京帝国大学名誉教授
- 柳田忠則 - 日本大学教授、『大和物語』・『伊勢物語』の研究者
- 石田晴久 - 計算機科学者、東京大学名誉教授
- 茂在寅男 - 工学博士（航海計器学）、作家、水中考古学研究家

スポーツ
- 男女ノ川登三 - 第34代横綱
- 双筑波勇人 - 元大相撲力士（最高位十両、立浪部屋）
- 川浪吾郎 - サッカー選手（ベガルタ仙台所属）
- 大橋尚志 - サッカー選手（ツエーゲン金沢所属）
- 工藤一彦 - 元プロ野球選手（阪神タイガース）
- 羽生田忠克 - 元プロ野球選手（西武ライオンズ）
- 柿沼友哉 - プロ野球選手（千葉ロッテマリーンズ所属）
- 大崎雄太朗 - 元プロ野球選手（埼玉西武ライオンズ）
- 山田大樹 - 元プロ野球選手（福岡ソフトバンクホークス→東京ヤクルトスワローズ）
- 森田丈武（丈武） - 元プロ野球選手（東北楽天ゴールデンイーグルス）
- 井尻哲也 - スポーツ科学者、北海道日本ハムファイターズアナリスト
- 平岡富士貴 - 元バスケットボール選手（サイバーダインつくばロボッツ監督）
- 砂田遥 - 元バレーボール選手（PFUブルーキャッツ）
- HAYATO - 元キックボクサー
- 石田光洋 - 総合格闘家
- 沼尻啓介 - プロテニス選手（山喜所属）
- 粥塚諒 - ラグビー選手（神戸製鋼コベルコスティーラーズ所属）
- 草木ひなの - スケートボーダー

### ゆかりのある人物
- 毛利衛 - 宇宙飛行士。市内在住
- 星出彰彦 - 宇宙飛行士。市内の中学校・高校出身
- 江崎玲於奈 - ノーベル物理学賞受賞者。元筑波大学学長。名誉市民
- 小林誠 - ノーベル物理学賞受賞者。名誉市民。市内在住
- 白川英樹 - ノーベル化学賞受賞者。筑波大学名誉教授
- 村松剛 - 評論家・フランス文学者・大学教授。市内に居住していた
- 朝倉直巳 - デザイナー。晩年まで市内に居住していた
- Diggy-Mo - アーティスト。市内の高校出身
- カレン・ロバート - ソウルイーランドFC所属のサッカー選手。小学校と中学校は市内の学校に通っていた
- 阿部吉朗 - サッカー選手。市内で育つ
- 赤﨑秀平 - ベガルタ仙台所属のサッカー選手。筑波大学出身
- 近藤直也 - 東京ヴェルディ所属のサッカー選手。小学校から高校までつくば市内の学校に通っていた。DO SOCCER CLUB代表
- 小林光恵 - 作家。おたんこナース原作者。市内在住
- 浅野いにお - 漫画家。市内の高校出身
- 田上明 - プロレスリング・ノア社長（元所属プロレスラー）。子供の教育を考え、現在市内在住
- 三ツ木清隆 - 俳優。市内在住
- 飯嶋徹 - 理学博士。市内で研究を行っている
- 鈴木史郎 - 理学博士。市内で研究を行っている
- 中野英一 - 理学博士。市内で研究を行っている
- 大島隆義 - 理学博士。市内で研究を行っている
- 森田洋平 - 理学博士。市内在住
- 平沢進 - ミュージシャン。市内に拠点を置く[147]
- 東風実花 - 漫画家。市内で育ち、現在市内在住
- 村下孝蔵 - シンガーソングライター。生前に旧茎崎町に在住していた
- アモロソ・フィリッポ - イタリア・フィレンツェ出身。トスカーナ料理研究家。市内でイタリア文化を広げる活動を行っている

## 舞台・ロケ地
つくば市は、市役所内にフィルムコミッション室（つくばフィルムコミッション）を設けて、テレビや映画の撮影誘致活動を行っている。つくば市のロケ地としての利点は、東京都心から比較的近距離であること、研究所などにデザイン的に優れた前衛的な建物があること、学術・研究都市として計画的に整備された理路整然とした街並があること、手付かずの自然があることをあげることができる。スーパー戦隊・仮面ライダーシリーズ等の特撮番組のロケ地としても有名である。また、つくば市を舞台とした作品も存在する。

### 市内が舞台の作品
- 僕たちの戦争（2006年9月17日放送のドラマ） - つくば市が舞台の一つとなっており、つくばセンターなどが登場する
- 特急田中3号（2007年春放送の連続ドラマ） - つくば市が舞台の一つとなっており、筑波大学、つくば駅周辺などが登場する
- 逆転夫婦の珈琲ワルツ（2009年1月15日放送のドラマ） - つくば市が舞台となっており、つくば駅などが登場する
- 宇宙兄弟 - つくば市が舞台の一つとなっており、JAXA筑波宇宙センターなどが登場する
- 恋する小惑星 - 原作漫画およびテレビアニメの舞台の一つとなっており、地図と測量の科学館、地質標本館、JAXA筑波宇宙センターなどが登場する[148]

### 主な映画作品
- パラサイト・イブ（1997年2月1日公開） - 筑波大学中央図書館前広場など
- リターナー（2002年8月31日公開） - JAXA筑波宇宙センター
- ただ、君を愛してる（2006年10月28日公開） - 気象研究所前
- 恋空（2007年11月03日公開） - 産業技術総合研究所など
- クロサギ（2008年3月8日公開） - ゆかりの森など
- 相棒-劇場版-（2008年5月1日公開） - つくば国際会議場など
- 神様のパズル（2008年6月7日公開） - 高エネルギー加速器研究機構など
- アキレスと亀（2008年9月20日公開） - 高崎自然の森など
- ガマの油（2009年6月6日公開） - 蚕影神社など[149]

### 主なテレビ番組
- 医龍-Team Medical Dragon-（2006年より放映の連続ドラマ） - つくば国際会議場など
- 生徒諸君!（2007年春放送の連続ドラマ） - 吾妻中学校、つくば駅周辺など
- SP（2007年〜2008年放送の連続ドラマ） - つくば国際会議場など
- 笑ってはいけないシリーズ（日本テレビ系） - （2019年12月31日放送）11月6日から11月7日に「つくばウェルネスパーク」、旧「つくば市立筑波東中学校」跡地（「県立ヘイポーお豆ヶ丘高校（豆高）」）、旧「つくば市立筑波西中学校」跡地でロケーション撮影が行われる。

### 主なCM
- SoftBank（2011年11月） - JAXA筑波宇宙センター 白戸家、古川聡氏共演
- au KDDI 「DREW X'mas」編（2013年12月） - つくばセンター
- 三井住友海上グループホールディングス(2024年12月)　-

### 主なゲーム
- 火焔聖母 〜The Virgin on Megiddo〜（つくば市）
- ルートダブル -Before Crime * After Days-（つくば市）
- 見上げた空におちていく - 同作の制作ブランド「あっぷりけ」の2作目の特設ページ内における本作ヒロインの清川心音の解説より[150]。